# Unicodeblock Verschiedene piktografische Symbole
Der Unicodeblock Verschiedene piktografische Symbole (Miscellaneous Symbols and Pictographs) (1F300 bis 1F5FF) enthält die Emoji. Übernommen wurden sie aus Erweiterungen japanischer Mobilfunkbetreiber zu den Shift-JIS- und ISO-2022-Zeichensätzen. Sie sind verschiedene Symbole, die Gegenstände oder Situationen aus dem Alltagsleben darstellen und in Japan weit verbreitet sind. Weitere finden sich im Unicodeblock Zusätzliche piktografische Symbole (1F900 bis 1F9FF).

## Tabelle
| Unicodenummer    | Zeichen (400 %) | Kategorie              | Bidirektionale Klasse     | Offizielle Bezeichnung                                                         | Beschreibung                                                                                                 |
| ---------------- | --------------- | ---------------------- | ------------------------- | ------------------------------------------------------------------------------ | --- |
| U+1F300 (127744) | 🌀              | anderes Symbol         | anderes neutrales Zeichen | CYCLONE                                                                        | Zyklon |
| U+1F301 (127745) | 🌁              | anderes Symbol         | anderes neutrales Zeichen | FOGGY                                                                          | Nebelig |
| U+1F302 (127746) | 🌂              | anderes Symbol         | anderes neutrales Zeichen | CLOSED UMBRELLA                                                                | Geschlossener Regenschirm                                                                                    |
| U+1F303 (127747) | 🌃              | anderes Symbol         | anderes neutrales Zeichen | NIGHT WITH STARS                                                               | Nacht mit Sternen                                                                                            |
| U+1F304 (127748) | 🌄              | anderes Symbol         | anderes neutrales Zeichen | SUNRISE OVER MOUNTAINS                                                         | Sonnenaufgang über Bergen                                                                                    |
| U+1F305 (127749) | 🌅              | anderes Symbol         | anderes neutrales Zeichen | SUNRISE                                                                        | Sonnenaufgang                                                                                                |
| U+1F306 (127750) | 🌆              | anderes Symbol         | anderes neutrales Zeichen | CITYSCAPE AT DUSK                                                              | Stadtsilhouette abends                                                                                       |
| U+1F307 (127751) | 🌇              | anderes Symbol         | anderes neutrales Zeichen | SUNSET OVER BUILDINGS                                                          | Sonnenuntergang über Gebäuden                                                                                |
| U+1F308 (127752) | 🌈              | anderes Symbol         | anderes neutrales Zeichen | RAINBOW                                                                        | Regenbogen                                                                                                   |
| U+1F309 (127753) | 🌉              | anderes Symbol         | anderes neutrales Zeichen | BRIDGE AT NIGHT                                                                | Brücke nachts                                                                                                |
| U+1F30A (127754) | 🌊              | anderes Symbol         | anderes neutrales Zeichen | WATER WAVE                                                                     | Wasserwelle                                                                                                  |
| U+1F30B (127755) | 🌋              | anderes Symbol         | anderes neutrales Zeichen | VOLCANO                                                                        | Vulkan |
| U+1F30C (127756) | 🌌              | anderes Symbol         | anderes neutrales Zeichen | MILKY WAY                                                                      | Milchstraße                                                                                                  |
| U+1F30D (127757) | 🌍              | anderes Symbol         | anderes neutrales Zeichen | EARTH GLOBE EUROPE-AFRICA                                                      | Erde (zentriert auf Afrika und Europa)                                                                       |
| U+1F30E (127758) | 🌎              | anderes Symbol         | anderes neutrales Zeichen | EARTH GLOBE AMERICAS                                                           | Erde (zentriert auf Amerika)                                                                                 |
| U+1F30F (127759) | 🌏              | anderes Symbol         | anderes neutrales Zeichen | EARTH GLOBE ASIA-AUSTRALIA                                                     | Erde (zentriert auf Asien und Australien)                                                                    |
| U+1F310 (127760) | 🌐              | anderes Symbol         | anderes neutrales Zeichen | GLOBE WITH MERIDIANS                                                           | Globus mit Meridianen                                                                                        |
| U+1F311 (127761) | 🌑              | anderes Symbol         | anderes neutrales Zeichen | NEW MOON SYMBOL                                                                | Neumond |
| U+1F312 (127762) | 🌒              | anderes Symbol         | anderes neutrales Zeichen | WAXING CRESCENT MOON SYMBOL                                                    | Erstes Viertel                                                                                               |
| U+1F313 (127763) | 🌓              | anderes Symbol         | anderes neutrales Zeichen | FIRST QUARTER MOON SYMBOL                                                      | Zunehmender Halbmond                                                                                         |
| U+1F314 (127764) | 🌔              | anderes Symbol         | anderes neutrales Zeichen | WAXING GIBBOUS MOON SYMBOL                                                     | Zweites Viertel                                                                                              |
| U+1F315 (127765) | 🌕              | anderes Symbol         | anderes neutrales Zeichen | FULL MOON SYMBOL                                                               | Vollmond |
| U+1F316 (127766) | 🌖              | anderes Symbol         | anderes neutrales Zeichen | WANING GIBBOUS MOON SYMBOL                                                     | Drittes Viertel                                                                                              |
| U+1F317 (127767) | 🌗              | anderes Symbol         | anderes neutrales Zeichen | LAST QUARTER MOON SYMBOL                                                       | Abnehmender Halbmond                                                                                         |
| U+1F318 (127768) | 🌘              | anderes Symbol         | anderes neutrales Zeichen | WANING CRESCENT MOON SYMBOL                                                    | Letztes Viertel                                                                                              |
| U+1F319 (127769) | 🌙              | anderes Symbol         | anderes neutrales Zeichen | CRESCENT MOON                                                                  | Mondsichel                                                                                                   |
| U+1F31A (127770) | 🌚              | anderes Symbol         | anderes neutrales Zeichen | NEW MOON WITH FACE                                                             | Neumond mit Gesicht                                                                                          |
| U+1F31B (127771) | 🌛              | anderes Symbol         | anderes neutrales Zeichen | FIRST QUARTER MOON WITH FACE                                                   | Linksgerichteter Halbmond mit Gesicht                                                                        |
| U+1F31C (127772) | 🌜              | anderes Symbol         | anderes neutrales Zeichen | LAST QUARTER MOON WITH FACE                                                    | Rechtsgerichteter Halbmond mit Gesicht                                                                       |
| U+1F31D (127773) | 🌝              | anderes Symbol         | anderes neutrales Zeichen | FULL MOON WITH FACE                                                            | Vollmond mit Gesicht                                                                                         |
| U+1F31E (127774) | 🌞              | anderes Symbol         | anderes neutrales Zeichen | SUN WITH FACE                                                                  | Sonne mit Gesicht                                                                                            |
| U+1F31F (127775) | 🌟              | anderes Symbol         | anderes neutrales Zeichen | GLOWING STAR                                                                   | Leuchtender Stern                                                                                            |
| U+1F320 (127776) | 🌠              | anderes Symbol         | anderes neutrales Zeichen | SHOOTING STAR                                                                  | Sternschnuppe                                                                                                |
| U+1F321 (127777) | 🌡               | anderes Symbol         | anderes neutrales Zeichen | THERMOMETER                                                                    | Thermometer                                                                                                  |
| U+1F322 (127778) | 🌢               | anderes Symbol         | anderes neutrales Zeichen | BLACK DROPLET                                                                  | Schwarzer Tropfen                                                                                            |
| U+1F323 (127779) | 🌣               | anderes Symbol         | anderes neutrales Zeichen | WHITE SUN                                                                      | Weiße Sonne                                                                                                  |
| U+1F324 (127780) | 🌤               | anderes Symbol         | anderes neutrales Zeichen | WHITE SUN WITH SMALL CLOUD                                                     | Weiße Sonne mit kleiner Wolke                                                                                |
| U+1F325 (127781) | 🌥               | anderes Symbol         | anderes neutrales Zeichen | WHITE SUN BEHIND CLOUD                                                         | Weiße Sonne hinter Wolke                                                                                     |
| U+1F326 (127782) | 🌦               | anderes Symbol         | anderes neutrales Zeichen | WHITE SUN BEHIND CLOUD WITH RAIN                                               | Weiße Sonne hinter Wolke mit Regen                                                                           |
| U+1F327 (127783) | 🌧               | anderes Symbol         | anderes neutrales Zeichen | CLOUD WITH RAIN                                                                | Wolke mit Regen                                                                                              |
| U+1F328 (127784) | 🌨               | anderes Symbol         | anderes neutrales Zeichen | CLOUD WITH SNOW                                                                | Wolke mit Schnee                                                                                             |
| U+1F329 (127785) | 🌩               | anderes Symbol         | anderes neutrales Zeichen | CLOUD WITH LIGHTNING                                                           | Wolke mit Blitz                                                                                              |
| U+1F32A (127786) | 🌪               | anderes Symbol         | anderes neutrales Zeichen | CLOUD WITH TORNADO                                                             | Wolke mit Tornado                                                                                            |
| U+1F32B (127787) | 🌫               | anderes Symbol         | anderes neutrales Zeichen | FOG                                                                            | Nebel |
| U+1F32C (127788) | 🌬               | anderes Symbol         | anderes neutrales Zeichen | WIND BLOWING FACE                                                              | Pustendes Gesicht                                                                                            |
| U+1F32D (127789) | 🌭              | anderes Symbol         | anderes neutrales Zeichen | HOT DOG                                                                        | Hot Dog |
| U+1F32E (127790) | 🌮              | anderes Symbol         | anderes neutrales Zeichen | TACO                                                                           | Taco |
| U+1F32F (127791) | 🌯              | anderes Symbol         | anderes neutrales Zeichen | BURRITO                                                                        | Burrito |
| U+1F330 (127792) | 🌰              | anderes Symbol         | anderes neutrales Zeichen | CHESTNUT                                                                       | Kastanie |
| U+1F331 (127793) | 🌱              | anderes Symbol         | anderes neutrales Zeichen | SEEDLING                                                                       | Sämling |
| U+1F332 (127794) | 🌲              | anderes Symbol         | anderes neutrales Zeichen | EVERGREEN TREE                                                                 | Immergrüner Baum                                                                                             |
| U+1F333 (127795) | 🌳              | anderes Symbol         | anderes neutrales Zeichen | DECIDUOUS TREE                                                                 | Laubabwerfender Baum                                                                                         |
| U+1F334 (127796) | 🌴              | anderes Symbol         | anderes neutrales Zeichen | PALM TREE                                                                      | Palme |
| U+1F335 (127797) | 🌵              | anderes Symbol         | anderes neutrales Zeichen | CACTUS                                                                         | Kaktus |
| U+1F336 (127798) | 🌶               | anderes Symbol         | anderes neutrales Zeichen | HOT PEPPER                                                                     | Chilischote                                                                                                  |
| U+1F337 (127799) | 🌷              | anderes Symbol         | anderes neutrales Zeichen | TULIP                                                                          | Tulpe |
| U+1F338 (127800) | 🌸              | anderes Symbol         | anderes neutrales Zeichen | CHERRY BLOSSOM                                                                 | Kirschblüte                                                                                                  |
| U+1F339 (127801) | 🌹              | anderes Symbol         | anderes neutrales Zeichen | ROSE                                                                           | Rose |
| U+1F33A (127802) | 🌺              | anderes Symbol         | anderes neutrales Zeichen | HIBISCUS                                                                       | Hibiskus |
| U+1F33B (127803) | 🌻              | anderes Symbol         | anderes neutrales Zeichen | SUNFLOWER                                                                      | Sonnenblume                                                                                                  |
| U+1F33C (127804) | 🌼              | anderes Symbol         | anderes neutrales Zeichen | BLOSSOM                                                                        | Blüte |
| U+1F33D (127805) | 🌽              | anderes Symbol         | anderes neutrales Zeichen | EAR OF MAIZE                                                                   | Maiskolben                                                                                                   |
| U+1F33E (127806) | 🌾              | anderes Symbol         | anderes neutrales Zeichen | EAR OF RICE                                                                    | Reisähre |
| U+1F33F (127807) | 🌿              | anderes Symbol         | anderes neutrales Zeichen | HERB                                                                           | Küchenkraut                                                                                                  |
| U+1F340 (127808) | 🍀              | anderes Symbol         | anderes neutrales Zeichen | FOUR LEAF CLOVER                                                               | Vierblättriges Kleeblatt                                                                                     |
| U+1F341 (127809) | 🍁              | anderes Symbol         | anderes neutrales Zeichen | MAPLE LEAF                                                                     | Ahornblatt                                                                                                   |
| U+1F342 (127810) | 🍂              | anderes Symbol         | anderes neutrales Zeichen | FALLEN LEAF                                                                    | Fallendes Blatt                                                                                              |
| U+1F343 (127811) | 🍃              | anderes Symbol         | anderes neutrales Zeichen | LEAF FLUTTERING IN WIND                                                        | Im Wind fliegendes Blatt                                                                                     |
| U+1F344 (127812) | 🍄              | anderes Symbol         | anderes neutrales Zeichen | MUSHROOM                                                                       | Pilz |
| U+1F345 (127813) | 🍅              | anderes Symbol         | anderes neutrales Zeichen | TOMATO                                                                         | Tomate |
| U+1F346 (127814) | 🍆              | anderes Symbol         | anderes neutrales Zeichen | AUBERGINE                                                                      | Aubergine |
| U+1F347 (127815) | 🍇              | anderes Symbol         | anderes neutrales Zeichen | GRAPES                                                                         | Trauben |
| U+1F348 (127816) | 🍈              | anderes Symbol         | anderes neutrales Zeichen | MELON                                                                          | Zuckermelone                                                                                                 |
| U+1F349 (127817) | 🍉              | anderes Symbol         | anderes neutrales Zeichen | WATERMELON                                                                     | Wassermelone                                                                                                 |
| U+1F34A (127818) | 🍊              | anderes Symbol         | anderes neutrales Zeichen | TANGERINE                                                                      | Mandarine |
| U+1F34B (127819) | 🍋              | anderes Symbol         | anderes neutrales Zeichen | LEMON                                                                          | Zitrone |
| U+1F34C (127820) | 🍌              | anderes Symbol         | anderes neutrales Zeichen | BANANA                                                                         | Banane |
| U+1F34D (127821) | 🍍              | anderes Symbol         | anderes neutrales Zeichen | PINEAPPLE                                                                      | Ananas |
| U+1F34E (127822) | 🍎              | anderes Symbol         | anderes neutrales Zeichen | RED APPLE                                                                      | Roter Apfel                                                                                                  |
| U+1F34F (127823) | 🍏              | anderes Symbol         | anderes neutrales Zeichen | GREEN APPLE                                                                    | Grüner Apfel                                                                                                 |
| U+1F350 (127824) | 🍐              | anderes Symbol         | anderes neutrales Zeichen | PEAR                                                                           | Birne |
| U+1F351 (127825) | 🍑              | anderes Symbol         | anderes neutrales Zeichen | PEACH                                                                          | Pfirsich |
| U+1F352 (127826) | 🍒              | anderes Symbol         | anderes neutrales Zeichen | CHERRIES                                                                       | Kirschen |
| U+1F353 (127827) | 🍓              | anderes Symbol         | anderes neutrales Zeichen | STRAWBERRY                                                                     | Erdbeere |
| U+1F354 (127828) | 🍔              | anderes Symbol         | anderes neutrales Zeichen | HAMBURGER                                                                      | Hamburger |
| U+1F355 (127829) | 🍕              | anderes Symbol         | anderes neutrales Zeichen | SLICE OF PIZZA                                                                 | Pizzastück                                                                                                   |
| U+1F356 (127830) | 🍖              | anderes Symbol         | anderes neutrales Zeichen | MEAT ON BONE                                                                   | Fleischknochen                                                                                               |
| U+1F357 (127831) | 🍗              | anderes Symbol         | anderes neutrales Zeichen | POULTRY LEG                                                                    | Hähnchenschenkel                                                                                             |
| U+1F358 (127832) | 🍘              | anderes Symbol         | anderes neutrales Zeichen | RICE CRACKER                                                                   | Reiscracker (Beika)                                                                                          |
| U+1F359 (127833) | 🍙              | anderes Symbol         | anderes neutrales Zeichen | RICE BALL                                                                      | Reisbällchen (Onigiri)                                                                                       |
| U+1F35A (127834) | 🍚              | anderes Symbol         | anderes neutrales Zeichen | COOKED RICE                                                                    | Gekochter Reis                                                                                               |
| U+1F35B (127835) | 🍛              | anderes Symbol         | anderes neutrales Zeichen | CURRY AND RICE                                                                 | Reis mit Curry                                                                                               |
| U+1F35C (127836) | 🍜              | anderes Symbol         | anderes neutrales Zeichen | STEAMING BOWL                                                                  | Dampfende Schüssel                                                                                           |
| U+1F35D (127837) | 🍝              | anderes Symbol         | anderes neutrales Zeichen | SPAGHETTI                                                                      | Spaghetti |
| U+1F35E (127838) | 🍞              | anderes Symbol         | anderes neutrales Zeichen | BREAD                                                                          | Brot |
| U+1F35F (127839) | 🍟              | anderes Symbol         | anderes neutrales Zeichen | FRENCH FRIES                                                                   | Pommes frites                                                                                                |
| U+1F360 (127840) | 🍠              | anderes Symbol         | anderes neutrales Zeichen | ROASTED SWEET POTATO                                                           | Geröstete Süßkartoffel                                                                                       |
| U+1F361 (127841) | 🍡              | anderes Symbol         | anderes neutrales Zeichen | DANGO                                                                          | Dango |
| U+1F362 (127842) | 🍢              | anderes Symbol         | anderes neutrales Zeichen | ODEN                                                                           | Oden |
| U+1F363 (127843) | 🍣              | anderes Symbol         | anderes neutrales Zeichen | SUSHI                                                                          | Sushi |
| U+1F364 (127844) | 🍤              | anderes Symbol         | anderes neutrales Zeichen | FRIED SHRIMP                                                                   | Frittierte Garnele                                                                                           |
| U+1F365 (127845) | 🍥              | anderes Symbol         | anderes neutrales Zeichen | FISH CAKE WITH SWIRL DESIGN                                                    | Kamaboko mit Wirbelmuster                                                                                    |
| U+1F366 (127846) | 🍦              | anderes Symbol         | anderes neutrales Zeichen | SOFT ICE CREAM                                                                 | Softeis |
| U+1F367 (127847) | 🍧              | anderes Symbol         | anderes neutrales Zeichen | SHAVED ICE                                                                     | Eis aus der Eismaschine                                                                                      |
| U+1F368 (127848) | 🍨              | anderes Symbol         | anderes neutrales Zeichen | ICE CREAM                                                                      | Speiseeis |
| U+1F369 (127849) | 🍩              | anderes Symbol         | anderes neutrales Zeichen | DOUGHNUT                                                                       | Donut |
| U+1F36A (127850) | 🍪              | anderes Symbol         | anderes neutrales Zeichen | COOKIE                                                                         | Keks |
| U+1F36B (127851) | 🍫              | anderes Symbol         | anderes neutrales Zeichen | CHOCOLATE BAR                                                                  | Schokoladentafel                                                                                             |
| U+1F36C (127852) | 🍬              | anderes Symbol         | anderes neutrales Zeichen | CANDY                                                                          | Bonbon |
| U+1F36D (127853) | 🍭              | anderes Symbol         | anderes neutrales Zeichen | LOLLIPOP                                                                       | Dauerlutscher                                                                                                |
| U+1F36E (127854) | 🍮              | anderes Symbol         | anderes neutrales Zeichen | CUSTARD                                                                        | Englische Creme                                                                                              |
| U+1F36F (127855) | 🍯              | anderes Symbol         | anderes neutrales Zeichen | HONEY POT                                                                      | Honigtopf |
| U+1F370 (127856) | 🍰              | anderes Symbol         | anderes neutrales Zeichen | SHORTCAKE                                                                      | Torte |
| U+1F371 (127857) | 🍱              | anderes Symbol         | anderes neutrales Zeichen | BENTO BOX                                                                      | Bentō |
| U+1F372 (127858) | 🍲              | anderes Symbol         | anderes neutrales Zeichen | POT OF FOOD                                                                    | Essensschüssel                                                                                               |
| U+1F373 (127859) | 🍳              | anderes Symbol         | anderes neutrales Zeichen | COOKING                                                                        | Kochen |
| U+1F374 (127860) | 🍴              | anderes Symbol         | anderes neutrales Zeichen | FORK AND KNIFE                                                                 | Gabel und Messer                                                                                             |
| U+1F375 (127861) | 🍵              | anderes Symbol         | anderes neutrales Zeichen | TEACUP WITHOUT HANDLE                                                          | Teebecher ohne Griff                                                                                         |
| U+1F376 (127862) | 🍶              | anderes Symbol         | anderes neutrales Zeichen | SAKE BOTTLE AND CUP                                                            | Sakeflasche und -becher                                                                                      |
| U+1F377 (127863) | 🍷              | anderes Symbol         | anderes neutrales Zeichen | WINE GLASS                                                                     | Weinglas |
| U+1F378 (127864) | 🍸              | anderes Symbol         | anderes neutrales Zeichen | COCKTAIL GLASS                                                                 | Cocktailglas                                                                                                 |
| U+1F379 (127865) | 🍹              | anderes Symbol         | anderes neutrales Zeichen | TROPICAL DRINK                                                                 | Tropisches Getränk                                                                                           |
| U+1F37A (127866) | 🍺              | anderes Symbol         | anderes neutrales Zeichen | BEER MUG                                                                       | Bierkrug |
| U+1F37B (127867) | 🍻              | anderes Symbol         | anderes neutrales Zeichen | CLINKING BEER MUGS                                                             | Anstoßende Bierkrüge                                                                                         |
| U+1F37C (127868) | 🍼              | anderes Symbol         | anderes neutrales Zeichen | BABY BOTTLE                                                                    | Babyflasche                                                                                                  |
| U+1F37D (127869) | 🍽               | anderes Symbol         | anderes neutrales Zeichen | FORK AND KNIFE WITH PLATE                                                      | Teller mit Messer und Gabel                                                                                  |
| U+1F37E (127870) | 🍾              | anderes Symbol         | anderes neutrales Zeichen | BOTTLE WITH POPPING CORK                                                       | Flasche mit platzendem Korken                                                                                |
| U+1F37F (127871) | 🍿              | anderes Symbol         | anderes neutrales Zeichen | POPCORN                                                                        | Popcorn |
| U+1F380 (127872) | 🎀              | anderes Symbol         | anderes neutrales Zeichen | RIBBON                                                                         | Schleife |
| U+1F381 (127873) | 🎁              | anderes Symbol         | anderes neutrales Zeichen | WRAPPED PRESENT                                                                | Eingepacktes Geschenk                                                                                        |
| U+1F382 (127874) | 🎂              | anderes Symbol         | anderes neutrales Zeichen | BIRTHDAY CAKE                                                                  | Geburtstagskuchen                                                                                            |
| U+1F383 (127875) | 🎃              | anderes Symbol         | anderes neutrales Zeichen | JACK-O-LANTERN                                                                 | Kürbislaterne                                                                                                |
| U+1F384 (127876) | 🎄              | anderes Symbol         | anderes neutrales Zeichen | CHRISTMAS TREE                                                                 | Weihnachtsbaum                                                                                               |
| U+1F385 (127877) | 🎅              | anderes Symbol         | anderes neutrales Zeichen | FATHER CHRISTMAS                                                               | Weihnachtsmann                                                                                               |
| U+1F386 (127878) | 🎆              | anderes Symbol         | anderes neutrales Zeichen | FIREWORKS                                                                      | Feuerwerk |
| U+1F387 (127879) | 🎇              | anderes Symbol         | anderes neutrales Zeichen | FIREWORK SPARKLER                                                              | Wunderkerze                                                                                                  |
| U+1F388 (127880) | 🎈              | anderes Symbol         | anderes neutrales Zeichen | BALLOON                                                                        | Ballon |
| U+1F389 (127881) | 🎉              | anderes Symbol         | anderes neutrales Zeichen | PARTY POPPER                                                                   | Partyknaller                                                                                                 |
| U+1F38A (127882) | 🎊              | anderes Symbol         | anderes neutrales Zeichen | CONFETTI BALL                                                                  | Konfettiball (Gratulation)                                                                                   |
| U+1F38B (127883) | 🎋              | anderes Symbol         | anderes neutrales Zeichen | TANABATA TREE                                                                  | Tanabata-Baum                                                                                                |
| U+1F38C (127884) | 🎌              | anderes Symbol         | anderes neutrales Zeichen | CROSSED FLAGS                                                                  | Japanische, gekreuzte Flaggen (Gedenktag der Reichsgründung)                                                 |
| U+1F38D (127885) | 🎍              | anderes Symbol         | anderes neutrales Zeichen | PINE DECORATION                                                                | Japanische Kiefern-Neujahrsdekoration                                                                        |
| U+1F38E (127886) | 🎎              | anderes Symbol         | anderes neutrales Zeichen | JAPANESE DOLLS                                                                 | Japanische Puppen (zum Hina-Matsuri, d. h. Mädchenfest)                                                      |
| U+1F38F (127887) | 🎏              | anderes Symbol         | anderes neutrales Zeichen | CARP STREAMER                                                                  | Karpfenfahne (Koi-Nobori, zum Knabenfest)                                                                    |
| U+1F390 (127888) | 🎐              | anderes Symbol         | anderes neutrales Zeichen | WIND CHIME                                                                     | Windspiel |
| U+1F391 (127889) | 🎑              | anderes Symbol         | anderes neutrales Zeichen | MOON VIEWING CEREMONY                                                          | Mondschau (japanisches Otsukimi-Herbstfest)                                                                  |
| U+1F392 (127890) | 🎒              | anderes Symbol         | anderes neutrales Zeichen | SCHOOL SATCHEL                                                                 | Schulranzen (Einschulung)                                                                                    |
| U+1F393 (127891) | 🎓              | anderes Symbol         | anderes neutrales Zeichen | GRADUATION CAP                                                                 | Abschlusshut                                                                                                 |
| U+1F394 (127892) | 🎔               | anderes Symbol         | anderes neutrales Zeichen | HEART WITH TIP ON THE LEFT                                                     | Herz mit Spitze nach links                                                                                   |
| U+1F395 (127893) | 🎕               | anderes Symbol         | anderes neutrales Zeichen | BOUQUET OF FLOWERS                                                             | Blumenstrauß                                                                                                 |
| U+1F396 (127894) | 🎖               | anderes Symbol         | anderes neutrales Zeichen | MILITARY MEDAL                                                                 | Militärisches Abzeichen                                                                                      |
| U+1F397 (127895) | 🎗               | anderes Symbol         | anderes neutrales Zeichen | REMINDER RIBBON                                                                | Gedenkschleife                                                                                               |
| U+1F398 (127896) | 🎘               | anderes Symbol         | anderes neutrales Zeichen | MUSICAL KEYBOARD WITH JACKS                                                    | Keyboard mit Anschlüssen                                                                                     |
| U+1F399 (127897) | 🎙               | anderes Symbol         | anderes neutrales Zeichen | STUDIO MICROPHONE                                                              | Studiomikrofon                                                                                               |
| U+1F39A (127898) | 🎚               | anderes Symbol         | anderes neutrales Zeichen | LEVEL SLIDER                                                                   | Stufenregler                                                                                                 |
| U+1F39B (127899) | 🎛               | anderes Symbol         | anderes neutrales Zeichen | CONTROL KNOBS                                                                  | Steuerknöpfe                                                                                                 |
| U+1F39C (127900) | 🎜               | anderes Symbol         | anderes neutrales Zeichen | BEAMED ASCENDING MUSICAL NOTES                                                 | Aufsteigende Musiknoten                                                                                      |
| U+1F39D (127901) | 🎝               | anderes Symbol         | anderes neutrales Zeichen | BEAMED DESCENDING MUSICAL NOTES                                                | Absteigende Musiknoten                                                                                       |
| U+1F39E (127902) | 🎞               | anderes Symbol         | anderes neutrales Zeichen | FILM FRAMES                                                                    | Einzelbilder                                                                                                 |
| U+1F39F (127903) | 🎟               | anderes Symbol         | anderes neutrales Zeichen | ADMISSION TICKETS                                                              | Eintrittskarten                                                                                              |
| U+1F3A0 (127904) | 🎠              | anderes Symbol         | anderes neutrales Zeichen | CAROUSEL HORSE                                                                 | Karussellpferd                                                                                               |
| U+1F3A1 (127905) | 🎡              | anderes Symbol         | anderes neutrales Zeichen | FERRIS WHEEL                                                                   | Riesenrad |
| U+1F3A2 (127906) | 🎢              | anderes Symbol         | anderes neutrales Zeichen | ROLLER COASTER                                                                 | Achterbahn                                                                                                   |
| U+1F3A3 (127907) | 🎣              | anderes Symbol         | anderes neutrales Zeichen | FISHING POLE AND FISH                                                          | Angel und Fisch                                                                                              |
| U+1F3A4 (127908) | 🎤              | anderes Symbol         | anderes neutrales Zeichen | MICROPHONE                                                                     | Mikrofon |
| U+1F3A5 (127909) | 🎥              | anderes Symbol         | anderes neutrales Zeichen | MOVIE CAMERA                                                                   | Filmkamera                                                                                                   |
| U+1F3A6 (127910) | 🎦              | anderes Symbol         | anderes neutrales Zeichen | CINEMA                                                                         | Kino |
| U+1F3A7 (127911) | 🎧              | anderes Symbol         | anderes neutrales Zeichen | HEADPHONE                                                                      | Kopfhörer |
| U+1F3A8 (127912) | 🎨              | anderes Symbol         | anderes neutrales Zeichen | ARTIST PALETTE                                                                 | Farbpalette                                                                                                  |
| U+1F3A9 (127913) | 🎩              | anderes Symbol         | anderes neutrales Zeichen | TOP HAT                                                                        | Zylinderhut                                                                                                  |
| U+1F3AA (127914) | 🎪              | anderes Symbol         | anderes neutrales Zeichen | CIRCUS TENT                                                                    | Zirkuszelt                                                                                                   |
| U+1F3AB (127915) | 🎫              | anderes Symbol         | anderes neutrales Zeichen | TICKET                                                                         | Ticket |
| U+1F3AC (127916) | 🎬              | anderes Symbol         | anderes neutrales Zeichen | CLAPPER BOARD                                                                  | Filmklappe                                                                                                   |
| U+1F3AD (127917) | 🎭              | anderes Symbol         | anderes neutrales Zeichen | PERFORMING ARTS                                                                | Theater |
| U+1F3AE (127918) | 🎮              | anderes Symbol         | anderes neutrales Zeichen | VIDEO GAME                                                                     | Computerspiel                                                                                                |
| U+1F3AF (127919) | 🎯              | anderes Symbol         | anderes neutrales Zeichen | DIRECT HIT                                                                     | Direkter Treffer                                                                                             |
| U+1F3B0 (127920) | 🎰              | anderes Symbol         | anderes neutrales Zeichen | SLOT MACHINE                                                                   | Spielautomat                                                                                                 |
| U+1F3B1 (127921) | 🎱              | anderes Symbol         | anderes neutrales Zeichen | BILLIARDS                                                                      | Billard |
| U+1F3B2 (127922) | 🎲              | anderes Symbol         | anderes neutrales Zeichen | GAME DIE                                                                       | Spielwürfel                                                                                                  |
| U+1F3B3 (127923) | 🎳              | anderes Symbol         | anderes neutrales Zeichen | BOWLING                                                                        | Bowling |
| U+1F3B4 (127924) | 🎴              | anderes Symbol         | anderes neutrales Zeichen | FLOWER PLAYING CARDS                                                           | Blumenkarten (jap.: Hanafuda)                                                                                |
| U+1F3B5 (127925) | 🎵              | anderes Symbol         | anderes neutrales Zeichen | MUSICAL NOTE                                                                   | Musiknote |
| U+1F3B6 (127926) | 🎶              | anderes Symbol         | anderes neutrales Zeichen | MULTIPLE MUSICAL NOTES                                                         | Mehrere Musiknoten                                                                                           |
| U+1F3B7 (127927) | 🎷              | anderes Symbol         | anderes neutrales Zeichen | SAXOPHONE                                                                      | Saxophon |
| U+1F3B8 (127928) | 🎸              | anderes Symbol         | anderes neutrales Zeichen | GUITAR                                                                         | Gitarre |
| U+1F3B9 (127929) | 🎹              | anderes Symbol         | anderes neutrales Zeichen | MUSICAL KEYBOARD                                                               | Klavier |
| U+1F3BA (127930) | 🎺              | anderes Symbol         | anderes neutrales Zeichen | TRUMPET                                                                        | Trompete |
| U+1F3BB (127931) | 🎻              | anderes Symbol         | anderes neutrales Zeichen | VIOLIN                                                                         | Violine |
| U+1F3BC (127932) | 🎼              | anderes Symbol         | anderes neutrales Zeichen | MUSICAL SCORE                                                                  | Partitur |
| U+1F3BD (127933) | 🎽              | anderes Symbol         | anderes neutrales Zeichen | RUNNING SHIRT WITH SASH                                                        | Läufertrikot mit Schärpe                                                                                     |
| U+1F3BE (127934) | 🎾              | anderes Symbol         | anderes neutrales Zeichen | TENNIS RACQUET AND BALL                                                        | Tennisschläger und -ball                                                                                     |
| U+1F3BF (127935) | 🎿              | anderes Symbol         | anderes neutrales Zeichen | SKI AND SKI BOOT                                                               | Ski und Skistiefel                                                                                           |
| U+1F3C0 (127936) | 🏀              | anderes Symbol         | anderes neutrales Zeichen | BASKETBALL AND HOOP                                                            | Basketball und Korb                                                                                          |
| U+1F3C1 (127937) | 🏁              | anderes Symbol         | anderes neutrales Zeichen | CHEQUERED FLAG                                                                 | Karierte Flagge                                                                                              |
| U+1F3C2 (127938) | 🏂              | anderes Symbol         | anderes neutrales Zeichen | SNOWBOARDER                                                                    | Snowboarder                                                                                                  |
| U+1F3C3 (127939) | 🏃              | anderes Symbol         | anderes neutrales Zeichen | RUNNER                                                                         | Läufer |
| U+1F3C4 (127940) | 🏄              | anderes Symbol         | anderes neutrales Zeichen | SURFER                                                                         | Surfer |
| U+1F3C5 (127941) | 🏅              | anderes Symbol         | anderes neutrales Zeichen | SPORTS MEDAL                                                                   | Sportmedaille                                                                                                |
| U+1F3C6 (127942) | 🏆              | anderes Symbol         | anderes neutrales Zeichen | TROPHY                                                                         | Trophäe |
| U+1F3C7 (127943) | 🏇              | anderes Symbol         | anderes neutrales Zeichen | HORSE RACING                                                                   | Pferderennen                                                                                                 |
| U+1F3C8 (127944) | 🏈              | anderes Symbol         | anderes neutrales Zeichen | AMERICAN FOOTBALL                                                              | American Football                                                                                            |
| U+1F3C9 (127945) | 🏉              | anderes Symbol         | anderes neutrales Zeichen | RUGBY FOOTBALL                                                                 | Rugbyfootball                                                                                                |
| U+1F3CA (127946) | 🏊              | anderes Symbol         | anderes neutrales Zeichen | SWIMMER                                                                        | Schwimmer |
| U+1F3CB (127947) | 🏋               | anderes Symbol         | anderes neutrales Zeichen | WEIGHT LIFTER                                                                  | Gewichtheber                                                                                                 |
| U+1F3CC (127948) | 🏌               | anderes Symbol         | anderes neutrales Zeichen | GOLFER                                                                         | Golfer |
| U+1F3CD (127949) | 🏍               | anderes Symbol         | anderes neutrales Zeichen | RACING MOTORCYCLE                                                              | Rennmotorrad                                                                                                 |
| U+1F3CE (127950) | 🏎               | anderes Symbol         | anderes neutrales Zeichen | RACING CAR                                                                     | Rennauto |
| U+1F3CF (127951) | 🏏              | anderes Symbol         | anderes neutrales Zeichen | CRICKET BAT AND BALL                                                           | Cricketschläger und -ball                                                                                    |
| U+1F3D0 (127952) | 🏐              | anderes Symbol         | anderes neutrales Zeichen | VOLLEYBALL                                                                     | Volleyball                                                                                                   |
| U+1F3D1 (127953) | 🏑              | anderes Symbol         | anderes neutrales Zeichen | FIELD HOCKEY STICK AND BALL                                                    | Feldhockeyschläger und -ball                                                                                 |
| U+1F3D2 (127954) | 🏒              | anderes Symbol         | anderes neutrales Zeichen | ICE HOCKEY STICK AND PUCK                                                      | Eishockeyschläger und Puck                                                                                   |
| U+1F3D3 (127955) | 🏓              | anderes Symbol         | anderes neutrales Zeichen | TABLE TENNIS PADDLE AND BALL                                                   | Tischtenniskelle und Ball                                                                                    |
| U+1F3D4 (127956) | 🏔               | anderes Symbol         | anderes neutrales Zeichen | SNOW CAPPED MOUNTAIN                                                           | Schneebedeckter Berg                                                                                         |
| U+1F3D5 (127957) | 🏕               | anderes Symbol         | anderes neutrales Zeichen | CAMPING                                                                        | Camping |
| U+1F3D6 (127958) | 🏖               | anderes Symbol         | anderes neutrales Zeichen | BEACH WITH UMBRELLA                                                            | Strand mit Sonnenschirm                                                                                      |
| U+1F3D7 (127959) | 🏗               | anderes Symbol         | anderes neutrales Zeichen | BUILDING CONSTRUCTION                                                          | Gebäude im Bau                                                                                               |
| U+1F3D8 (127960) | 🏘               | anderes Symbol         | anderes neutrales Zeichen | HOUSE BUILDINGS                                                                | Häuser |
| U+1F3D9 (127961) | 🏙               | anderes Symbol         | anderes neutrales Zeichen | CITYSCAPE                                                                      | Skyline |
| U+1F3DA (127962) | 🏚               | anderes Symbol         | anderes neutrales Zeichen | DERELICT HOUSE BUILDING                                                        | Verfallenes Haus                                                                                             |
| U+1F3DB (127963) | 🏛               | anderes Symbol         | anderes neutrales Zeichen | CLASSICAL BUILDING                                                             | Antikes Gebäude                                                                                              |
| U+1F3DC (127964) | 🏜               | anderes Symbol         | anderes neutrales Zeichen | DESERT                                                                         | Wüste |
| U+1F3DD (127965) | 🏝               | anderes Symbol         | anderes neutrales Zeichen | DESERT ISLAND                                                                  | Wüsteninsel                                                                                                  |
| U+1F3DE (127966) | 🏞               | anderes Symbol         | anderes neutrales Zeichen | NATIONAL PARK                                                                  | Nationalpark                                                                                                 |
| U+1F3DF (127967) | 🏟               | anderes Symbol         | anderes neutrales Zeichen | STADIUM                                                                        | Stadion |
| U+1F3E0 (127968) | 🏠              | anderes Symbol         | anderes neutrales Zeichen | HOUSE BUILDING                                                                 | Haus |
| U+1F3E1 (127969) | 🏡              | anderes Symbol         | anderes neutrales Zeichen | HOUSE WITH GARDEN                                                              | Haus mit Garten                                                                                              |
| U+1F3E2 (127970) | 🏢              | anderes Symbol         | anderes neutrales Zeichen | OFFICE BUILDING                                                                | Bürogebäude                                                                                                  |
| U+1F3E3 (127971) | 🏣              | anderes Symbol         | anderes neutrales Zeichen | JAPANESE POST OFFICE                                                           | Japanische Postfiliale                                                                                       |
| U+1F3E4 (127972) | 🏤              | anderes Symbol         | anderes neutrales Zeichen | EUROPEAN POST OFFICE                                                           | Europäische Postfiliale                                                                                      |
| U+1F3E5 (127973) | 🏥              | anderes Symbol         | anderes neutrales Zeichen | HOSPITAL                                                                       | Krankenhaus                                                                                                  |
| U+1F3E6 (127974) | 🏦              | anderes Symbol         | anderes neutrales Zeichen | BANK                                                                           | Bank |
| U+1F3E7 (127975) | 🏧              | anderes Symbol         | anderes neutrales Zeichen | AUTOMATED TELLER MACHINE                                                       | Geldautomat                                                                                                  |
| U+1F3E8 (127976) | 🏨              | anderes Symbol         | anderes neutrales Zeichen | HOTEL                                                                          | Hotel |
| U+1F3E9 (127977) | 🏩              | anderes Symbol         | anderes neutrales Zeichen | LOVE HOTEL                                                                     | Love Hotel                                                                                                   |
| U+1F3EA (127978) | 🏪              | anderes Symbol         | anderes neutrales Zeichen | CONVENIENCE STORE                                                              | Convenience Store                                                                                            |
| U+1F3EB (127979) | 🏫              | anderes Symbol         | anderes neutrales Zeichen | SCHOOL                                                                         | Schule |
| U+1F3EC (127980) | 🏬              | anderes Symbol         | anderes neutrales Zeichen | DEPARTMENT STORE                                                               | Kaufhaus |
| U+1F3ED (127981) | 🏭              | anderes Symbol         | anderes neutrales Zeichen | FACTORY                                                                        | Fabrik |
| U+1F3EE (127982) | 🏮              | anderes Symbol         | anderes neutrales Zeichen | IZAKAYA LANTERN                                                                | Izakaya-Laterne (japanische Kneipe)                                                                          |
| U+1F3EF (127983) | 🏯              | anderes Symbol         | anderes neutrales Zeichen | JAPANESE CASTLE                                                                | Japanische Burg                                                                                              |
| U+1F3F0 (127984) | 🏰              | anderes Symbol         | anderes neutrales Zeichen | EUROPEAN CASTLE                                                                | Europäische Burg                                                                                             |
| U+1F3F1 (127985) | 🏱               | anderes Symbol         | anderes neutrales Zeichen | WHITE PENNANT                                                                  | Weißer Wimpel                                                                                                |
| U+1F3F2 (127986) | 🏲               | anderes Symbol         | anderes neutrales Zeichen | BLACK PENNANT                                                                  | Schwarzer Wimpel                                                                                             |
| U+1F3F3 (127987) | 🏳               | anderes Symbol         | anderes neutrales Zeichen | WAVING WHITE FLAG                                                              | Weiße wehende Flagge                                                                                         |
| U+1F3F4 (127988) | 🏴              | anderes Symbol         | anderes neutrales Zeichen | WAVING BLACK FLAG                                                              | Schwarze wehende Flagge                                                                                      |
| U+1F3F5 (127989) | 🏵               | anderes Symbol         | anderes neutrales Zeichen | ROSETTE                                                                        | Rosette |
| U+1F3F6 (127990) | 🏶               | anderes Symbol         | anderes neutrales Zeichen | BLACK ROSETTE                                                                  | Schwarze Rosette                                                                                             |
| U+1F3F7 (127991) | 🏷               | anderes Symbol         | anderes neutrales Zeichen | LABEL                                                                          | Preisschild                                                                                                  |
| U+1F3F8 (127992) | 🏸              | anderes Symbol         | anderes neutrales Zeichen | BADMINTON RACQUET AND SHUTTLECOCK                                              | Badmintonschläger und Federball                                                                              |
| U+1F3F9 (127993) | 🏹              | anderes Symbol         | anderes neutrales Zeichen | BOW AND ARROW                                                                  | Pfeil und Bogen                                                                                              |
| U+1F3FA (127994) | 🏺              | anderes Symbol         | anderes neutrales Zeichen | AMPHORA                                                                        | Amphore |
| U+1F3FB (127995) | 🏻                | modifizierendes Symbol | anderes neutrales Zeichen | EMOJI MODIFIER FITZPATRICK TYPE-1-2                                            | Emoji-modifizierendes Zeichen sehr helle Haut                                                                |
| U+1F3FC (127996) | 🏼                | modifizierendes Symbol | anderes neutrales Zeichen | EMOJI MODIFIER FITZPATRICK TYPE-3                                              | Emoji-modifizierendes Zeichen helle Haut                                                                     |
| U+1F3FD (127997) | 🏽                | modifizierendes Symbol | anderes neutrales Zeichen | EMOJI MODIFIER FITZPATRICK TYPE-4                                              | Emoji-modifizierendes Zeichen leicht bräunliche Haut                                                         |
| U+1F3FE (127998) | 🏾                | modifizierendes Symbol | anderes neutrales Zeichen | EMOJI MODIFIER FITZPATRICK TYPE-5                                              | Emoji-modifizierendes Zeichen braune Haut                                                                    |
| U+1F3FF (127999) | 🏿                | modifizierendes Symbol | anderes neutrales Zeichen | EMOJI MODIFIER FITZPATRICK TYPE-6                                              | Emoji-modifizierendes Zeichen schwarze Haut                                                                  |
| U+1F400 (128000) | 🐀              | anderes Symbol         | anderes neutrales Zeichen | RAT                                                                            | Ratte (1. asiatisches Tierkreiszeichen)                                                                      |
| U+1F401 (128001) | 🐁              | anderes Symbol         | anderes neutrales Zeichen | MOUSE                                                                          | Maus (1. asiatisches Tierkreiszeichen, Persien)                                                              |
| U+1F402 (128002) | 🐂              | anderes Symbol         | anderes neutrales Zeichen | OX                                                                             | Ochse (2. asiatisches Tierkreiszeichen)                                                                      |
| U+1F403 (128003) | 🐃              | anderes Symbol         | anderes neutrales Zeichen | WATER BUFFALO                                                                  | Wasserbüffel (2. asiatisches Tierkreiszeichen, Vietnam)                                                      |
| U+1F404 (128004) | 🐄              | anderes Symbol         | anderes neutrales Zeichen | COW                                                                            | Hausrind (2. asiatisches Tierkreiszeichen, Persien)                                                          |
| U+1F405 (128005) | 🐅              | anderes Symbol         | anderes neutrales Zeichen | TIGER                                                                          | Tiger (3. asiatisches Tierkreiszeichen)                                                                      |
| U+1F406 (128006) | 🐆              | anderes Symbol         | anderes neutrales Zeichen | LEOPARD                                                                        | Leopard (3. asiatisches Tierkreiszeichen, Persien)                                                           |
| U+1F407 (128007) | 🐇              | anderes Symbol         | anderes neutrales Zeichen | RABBIT                                                                         | Hase (4. asiatisches Tierkreiszeichen)                                                                       |
| U+1F408 (128008) | 🐈              | anderes Symbol         | anderes neutrales Zeichen | CAT                                                                            | Hauskatze (4. asiatisches Tierkreiszeichen, Vietnam)                                                         |
| U+1F409 (128009) | 🐉              | anderes Symbol         | anderes neutrales Zeichen | DRAGON                                                                         | Drache (5. asiatisches Tierkreiszeichen)                                                                     |
| U+1F40A (128010) | 🐊              | anderes Symbol         | anderes neutrales Zeichen | CROCODILE                                                                      | Krokodil (5. asiatisches Tierkreiszeichen, Persien)                                                          |
| U+1F40B (128011) | 🐋              | anderes Symbol         | anderes neutrales Zeichen | WHALE                                                                          | Wal (5. asiatisches Tierkreiszeichen, Persien)                                                               |
| U+1F40C (128012) | 🐌              | anderes Symbol         | anderes neutrales Zeichen | SNAIL                                                                          | Schnecke (5. asiatisches Tierkreiszeichen, Kasachstan)                                                       |
| U+1F40D (128013) | 🐍              | anderes Symbol         | anderes neutrales Zeichen | SNAKE                                                                          | Schlange (6. asiatisches Tierkreiszeichen)                                                                   |
| U+1F40E (128014) | 🐎              | anderes Symbol         | anderes neutrales Zeichen | HORSE                                                                          | Pferd (7. asiatisches Tierkreiszeichen)                                                                      |
| U+1F40F (128015) | 🐏              | anderes Symbol         | anderes neutrales Zeichen | RAM                                                                            | Widder (8. asiatisches Tierkreiszeichen)                                                                     |
| U+1F410 (128016) | 🐐              | anderes Symbol         | anderes neutrales Zeichen | GOAT                                                                           | Ziege (8. asiatisches Tierkreiszeichen, Vietnam)                                                             |
| U+1F411 (128017) | 🐑              | anderes Symbol         | anderes neutrales Zeichen | SHEEP                                                                          | Schaf (8. asiatisches Tierkreiszeichen, Persien)                                                             |
| U+1F412 (128018) | 🐒              | anderes Symbol         | anderes neutrales Zeichen | MONKEY                                                                         | Affe (9. asiatisches Tierkreiszeichen)                                                                       |
| U+1F413 (128019) | 🐓              | anderes Symbol         | anderes neutrales Zeichen | ROOSTER                                                                        | Hahn (10. asiatisches Tierkreiszeichen)                                                                      |
| U+1F414 (128020) | 🐔              | anderes Symbol         | anderes neutrales Zeichen | CHICKEN                                                                        | Huhn (10. asiatisches Tierkreiszeichen, Persien)                                                             |
| U+1F415 (128021) | 🐕              | anderes Symbol         | anderes neutrales Zeichen | DOG                                                                            | Hund (11. asiatisches Tierkreiszeichen)                                                                      |
| U+1F416 (128022) | 🐖              | anderes Symbol         | anderes neutrales Zeichen | PIG                                                                            | Schwein (12. asiatisches Tierkreiszeichen)                                                                   |
| U+1F417 (128023) | 🐗              | anderes Symbol         | anderes neutrales Zeichen | BOAR                                                                           | Wildschwein (12. asiatisches Tierkreiszeichen, Japan)                                                        |
| U+1F418 (128024) | 🐘              | anderes Symbol         | anderes neutrales Zeichen | ELEPHANT                                                                       | Elefant (12. asiatisches Tierkreiszeichen, Thailand)                                                         |
| U+1F419 (128025) | 🐙              | anderes Symbol         | anderes neutrales Zeichen | OCTOPUS                                                                        | Oktopus |
| U+1F41A (128026) | 🐚              | anderes Symbol         | anderes neutrales Zeichen | SPIRAL SHELL                                                                   | Perlboot |
| U+1F41B (128027) | 🐛              | anderes Symbol         | anderes neutrales Zeichen | BUG                                                                            | Käfer |
| U+1F41C (128028) | 🐜              | anderes Symbol         | anderes neutrales Zeichen | ANT                                                                            | Ameise |
| U+1F41D (128029) | 🐝              | anderes Symbol         | anderes neutrales Zeichen | HONEYBEE                                                                       | Biene |
| U+1F41E (128030) | 🐞              | anderes Symbol         | anderes neutrales Zeichen | LADY BEETLE                                                                    | Marienkäfer                                                                                                  |
| U+1F41F (128031) | 🐟              | anderes Symbol         | anderes neutrales Zeichen | FISH                                                                           | Fisch |
| U+1F420 (128032) | 🐠              | anderes Symbol         | anderes neutrales Zeichen | TROPICAL FISH                                                                  | Tropischer Fisch                                                                                             |
| U+1F421 (128033) | 🐡              | anderes Symbol         | anderes neutrales Zeichen | BLOWFISH                                                                       | Kugelfisch                                                                                                   |
| U+1F422 (128034) | 🐢              | anderes Symbol         | anderes neutrales Zeichen | TURTLE                                                                         | Schildkröte                                                                                                  |
| U+1F423 (128035) | 🐣              | anderes Symbol         | anderes neutrales Zeichen | HATCHING CHICK                                                                 | Schlüpfendes Küken                                                                                           |
| U+1F424 (128036) | 🐤              | anderes Symbol         | anderes neutrales Zeichen | BABY CHICK                                                                     | Küken |
| U+1F425 (128037) | 🐥              | anderes Symbol         | anderes neutrales Zeichen | FRONT-FACING BABY CHICK                                                        | Küken von vorne                                                                                              |
| U+1F426 (128038) | 🐦              | anderes Symbol         | anderes neutrales Zeichen | BIRD                                                                           | Vogel |
| U+1F427 (128039) | 🐧              | anderes Symbol         | anderes neutrales Zeichen | PENGUIN                                                                        | Pinguin |
| U+1F428 (128040) | 🐨              | anderes Symbol         | anderes neutrales Zeichen | KOALA                                                                          | Koala |
| U+1F429 (128041) | 🐩              | anderes Symbol         | anderes neutrales Zeichen | POODLE                                                                         | Pudel |
| U+1F42A (128042) | 🐪              | anderes Symbol         | anderes neutrales Zeichen | DROMEDARY CAMEL                                                                | Dromedar |
| U+1F42B (128043) | 🐫              | anderes Symbol         | anderes neutrales Zeichen | BACTRIAN CAMEL                                                                 | Zweihöckriges Kamel                                                                                          |
| U+1F42C (128044) | 🐬              | anderes Symbol         | anderes neutrales Zeichen | DOLPHIN                                                                        | Delfin |
| U+1F42D (128045) | 🐭              | anderes Symbol         | anderes neutrales Zeichen | MOUSE FACE                                                                     | Mausgesicht                                                                                                  |
| U+1F42E (128046) | 🐮              | anderes Symbol         | anderes neutrales Zeichen | COW FACE                                                                       | Kuhgesicht                                                                                                   |
| U+1F42F (128047) | 🐯              | anderes Symbol         | anderes neutrales Zeichen | TIGER FACE                                                                     | Tigergesicht                                                                                                 |
| U+1F430 (128048) | 🐰              | anderes Symbol         | anderes neutrales Zeichen | RABBIT FACE                                                                    | Hasengesicht                                                                                                 |
| U+1F431 (128049) | 🐱              | anderes Symbol         | anderes neutrales Zeichen | CAT FACE                                                                       | Katzengesicht                                                                                                |
| U+1F432 (128050) | 🐲              | anderes Symbol         | anderes neutrales Zeichen | DRAGON FACE                                                                    | Drachengesicht                                                                                               |
| U+1F433 (128051) | 🐳              | anderes Symbol         | anderes neutrales Zeichen | SPOUTING WHALE                                                                 | Auftauchender Wal                                                                                            |
| U+1F434 (128052) | 🐴              | anderes Symbol         | anderes neutrales Zeichen | HORSE FACE                                                                     | Pferdegesicht                                                                                                |
| U+1F435 (128053) | 🐵              | anderes Symbol         | anderes neutrales Zeichen | MONKEY FACE                                                                    | Affengesicht                                                                                                 |
| U+1F436 (128054) | 🐶              | anderes Symbol         | anderes neutrales Zeichen | DOG FACE                                                                       | Hundegesicht                                                                                                 |
| U+1F437 (128055) | 🐷              | anderes Symbol         | anderes neutrales Zeichen | PIG FACE                                                                       | Schweinegesicht                                                                                              |
| U+1F438 (128056) | 🐸              | anderes Symbol         | anderes neutrales Zeichen | FROG FACE                                                                      | Froschgesicht                                                                                                |
| U+1F439 (128057) | 🐹              | anderes Symbol         | anderes neutrales Zeichen | HAMSTER FACE                                                                   | Hamstergesicht                                                                                               |
| U+1F43A (128058) | 🐺              | anderes Symbol         | anderes neutrales Zeichen | WOLF FACE                                                                      | Wolfsgesicht                                                                                                 |
| U+1F43B (128059) | 🐻              | anderes Symbol         | anderes neutrales Zeichen | BEAR FACE                                                                      | Bärengesicht                                                                                                 |
| U+1F43C (128060) | 🐼              | anderes Symbol         | anderes neutrales Zeichen | PANDA FACE                                                                     | Pandagesicht                                                                                                 |
| U+1F43D (128061) | 🐽              | anderes Symbol         | anderes neutrales Zeichen | PIG NOSE                                                                       | Schweinsnase                                                                                                 |
| U+1F43E (128062) | 🐾              | anderes Symbol         | anderes neutrales Zeichen | PAW PRINTS                                                                     | Pfotenabdrücke                                                                                               |
| U+1F43F (128063) | 🐿               | anderes Symbol         | anderes neutrales Zeichen | CHIPMUNK                                                                       | Streifenhörnchen                                                                                             |
| U+1F440 (128064) | 👀              | anderes Symbol         | anderes neutrales Zeichen | EYES                                                                           | Augen |
| U+1F441 (128065) | 👁               | anderes Symbol         | anderes neutrales Zeichen | EYE                                                                            | Auge |
| U+1F442 (128066) | 👂              | anderes Symbol         | anderes neutrales Zeichen | EAR                                                                            | Ohr |
| U+1F443 (128067) | 👃              | anderes Symbol         | anderes neutrales Zeichen | NOSE                                                                           | Nase |
| U+1F444 (128068) | 👄              | anderes Symbol         | anderes neutrales Zeichen | MOUTH                                                                          | Mund |
| U+1F445 (128069) | 👅              | anderes Symbol         | anderes neutrales Zeichen | TONGUE                                                                         | Zunge |
| U+1F446 (128070) | 👆              | anderes Symbol         | anderes neutrales Zeichen | WHITE UP POINTING BACKHAND INDEX                                               | Nach oben zeigender Finger, Handrücken                                                                       |
| U+1F447 (128071) | 👇              | anderes Symbol         | anderes neutrales Zeichen | WHITE DOWN POINTING BACKHAND INDEX                                             | Nach unten zeigender Finger, Handrücken                                                                      |
| U+1F448 (128072) | 👈              | anderes Symbol         | anderes neutrales Zeichen | WHITE LEFT POINTING BACKHAND INDEX                                             | Nach links zeigender Finger, Handrücken                                                                      |
| U+1F449 (128073) | 👉              | anderes Symbol         | anderes neutrales Zeichen | WHITE RIGHT POINTING BACKHAND INDEX                                            | Nach rechts zeigender Finger, Handrücken                                                                     |
| U+1F44A (128074) | 👊              | anderes Symbol         | anderes neutrales Zeichen | FISTED HAND SIGN                                                               | Faust |
| U+1F44B (128075) | 👋              | anderes Symbol         | anderes neutrales Zeichen | WAVING HAND SIGN                                                               | Winkende Hand                                                                                                |
| U+1F44C (128076) | 👌              | anderes Symbol         | anderes neutrales Zeichen | OK HAND SIGN                                                                   | Ok-Handzeichen                                                                                               |
| U+1F44D (128077) | 👍              | anderes Symbol         | anderes neutrales Zeichen | THUMBS UP SIGN                                                                 | Daumen-hoch-Zeichen                                                                                          |
| U+1F44E (128078) | 👎              | anderes Symbol         | anderes neutrales Zeichen | THUMBS DOWN SIGN                                                               | Daumen-runter-Zeichen                                                                                        |
| U+1F44F (128079) | 👏              | anderes Symbol         | anderes neutrales Zeichen | CLAPPING HANDS SIGN                                                            | Applaus |
| U+1F450 (128080) | 👐              | anderes Symbol         | anderes neutrales Zeichen | OPEN HANDS SIGN                                                                | Offene Hände                                                                                                 |
| U+1F451 (128081) | 👑              | anderes Symbol         | anderes neutrales Zeichen | CROWN                                                                          | Krone |
| U+1F452 (128082) | 👒              | anderes Symbol         | anderes neutrales Zeichen | WOMANS HAT                                                                     | Damenhut |
| U+1F453 (128083) | 👓              | anderes Symbol         | anderes neutrales Zeichen | EYEGLASSES                                                                     | Brille |
| U+1F454 (128084) | 👔              | anderes Symbol         | anderes neutrales Zeichen | NECKTIE                                                                        | Krawatte |
| U+1F455 (128085) | 👕              | anderes Symbol         | anderes neutrales Zeichen | T-SHIRT                                                                        | Hemd |
| U+1F456 (128086) | 👖              | anderes Symbol         | anderes neutrales Zeichen | JEANS                                                                          | Jeans |
| U+1F457 (128087) | 👗              | anderes Symbol         | anderes neutrales Zeichen | DRESS                                                                          | Kleid |
| U+1F458 (128088) | 👘              | anderes Symbol         | anderes neutrales Zeichen | KIMONO                                                                         | Kimono |
| U+1F459 (128089) | 👙              | anderes Symbol         | anderes neutrales Zeichen | BIKINI                                                                         | Bikini |
| U+1F45A (128090) | 👚              | anderes Symbol         | anderes neutrales Zeichen | WOMANS CLOTHES                                                                 | Damenbekleidung                                                                                              |
| U+1F45B (128091) | 👛              | anderes Symbol         | anderes neutrales Zeichen | PURSE                                                                          | Geldbörse |
| U+1F45C (128092) | 👜              | anderes Symbol         | anderes neutrales Zeichen | HANDBAG                                                                        | Handtasche                                                                                                   |
| U+1F45D (128093) | 👝              | anderes Symbol         | anderes neutrales Zeichen | POUCH                                                                          | Täschchen |
| U+1F45E (128094) | 👞              | anderes Symbol         | anderes neutrales Zeichen | MANS SHOE                                                                      | Herrenschuh                                                                                                  |
| U+1F45F (128095) | 👟              | anderes Symbol         | anderes neutrales Zeichen | ATHLETIC SHOE                                                                  | Sportschuh                                                                                                   |
| U+1F460 (128096) | 👠              | anderes Symbol         | anderes neutrales Zeichen | HIGH-HEELED SHOE                                                               | High Heels                                                                                                   |
| U+1F461 (128097) | 👡              | anderes Symbol         | anderes neutrales Zeichen | WOMANS SANDAL                                                                  | Damensandalen                                                                                                |
| U+1F462 (128098) | 👢              | anderes Symbol         | anderes neutrales Zeichen | WOMANS BOOTS                                                                   | Damenstiefel                                                                                                 |
| U+1F463 (128099) | 👣              | anderes Symbol         | anderes neutrales Zeichen | FOOTPRINTS                                                                     | Menschliche Fußspuren                                                                                        |
| U+1F464 (128100) | 👤              | anderes Symbol         | anderes neutrales Zeichen | BUST IN SILHOUETTE                                                             | Menschliche Silhouette                                                                                       |
| U+1F465 (128101) | 👥              | anderes Symbol         | anderes neutrales Zeichen | BUSTS IN SILHOUETTE                                                            | Menschliche Silhouetten                                                                                      |
| U+1F466 (128102) | 👦              | anderes Symbol         | anderes neutrales Zeichen | BOY                                                                            | Junge |
| U+1F467 (128103) | 👧              | anderes Symbol         | anderes neutrales Zeichen | GIRL                                                                           | Mädchen |
| U+1F468 (128104) | 👨              | anderes Symbol         | anderes neutrales Zeichen | MAN                                                                            | Mann |
| U+1F469 (128105) | 👩              | anderes Symbol         | anderes neutrales Zeichen | WOMAN                                                                          | Frau |
| U+1F46A (128106) | 👪              | anderes Symbol         | anderes neutrales Zeichen | FAMILY                                                                         | Familie |
| U+1F46B (128107) | 👫              | anderes Symbol         | anderes neutrales Zeichen | MAN AND WOMAN HOLDING HANDS                                                    | Händchen haltende Mann und Frau                                                                              |
| U+1F46C (128108) | 👬              | anderes Symbol         | anderes neutrales Zeichen | TWO MEN HOLDING HANDS                                                          | Händchen haltende Männer                                                                                     |
| U+1F46D (128109) | 👭              | anderes Symbol         | anderes neutrales Zeichen | TWO WOMEN HOLDING HANDS                                                        | Händchen haltende Frauen                                                                                     |
| U+1F46E (128110) | 👮              | anderes Symbol         | anderes neutrales Zeichen | POLICE OFFICER                                                                 | Polizist |
| U+1F46F (128111) | 👯              | anderes Symbol         | anderes neutrales Zeichen | WOMAN WITH BUNNY EARS                                                          | Frau mit Häschenohren                                                                                        |
| U+1F470 (128112) | 👰              | anderes Symbol         | anderes neutrales Zeichen | BRIDE WITH VEIL                                                                | Braut mit Schleier                                                                                           |
| U+1F471 (128113) | 👱              | anderes Symbol         | anderes neutrales Zeichen | PERSON WITH BLOND HAIR                                                         | Person mit blondem Haar                                                                                      |
| U+1F472 (128114) | 👲              | anderes Symbol         | anderes neutrales Zeichen | MAN WITH GUA PI MAO                                                            | Mann mit Gua Pi Mao (chinesische Kopfbedeckung)                                                              |
| U+1F473 (128115) | 👳              | anderes Symbol         | anderes neutrales Zeichen | MAN WITH TURBAN                                                                | Mann mit Turban                                                                                              |
| U+1F474 (128116) | 👴              | anderes Symbol         | anderes neutrales Zeichen | OLDER MAN                                                                      | Senior |
| U+1F475 (128117) | 👵              | anderes Symbol         | anderes neutrales Zeichen | OLDER WOMAN                                                                    | Seniorin |
| U+1F476 (128118) | 👶              | anderes Symbol         | anderes neutrales Zeichen | BABY                                                                           | Baby |
| U+1F477 (128119) | 👷              | anderes Symbol         | anderes neutrales Zeichen | CONSTRUCTION WORKER                                                            | Bauarbeiter                                                                                                  |
| U+1F478 (128120) | 👸              | anderes Symbol         | anderes neutrales Zeichen | PRINCESS                                                                       | Prinzessin                                                                                                   |
| U+1F479 (128121) | 👹              | anderes Symbol         | anderes neutrales Zeichen | JAPANESE OGRE                                                                  | Japanischer Oger (Oni)                                                                                       |
| U+1F47A (128122) | 👺              | anderes Symbol         | anderes neutrales Zeichen | JAPANESE GOBLIN                                                                | Japanischer Kobold (Tengu)                                                                                   |
| U+1F47B (128123) | 👻              | anderes Symbol         | anderes neutrales Zeichen | GHOST                                                                          | Geist |
| U+1F47C (128124) | 👼              | anderes Symbol         | anderes neutrales Zeichen | BABY ANGEL                                                                     | Babyengel |
| U+1F47D (128125) | 👽              | anderes Symbol         | anderes neutrales Zeichen | EXTRATERRESTRIAL ALIEN                                                         | Außerirdischer                                                                                               |
| U+1F47E (128126) | 👾              | anderes Symbol         | anderes neutrales Zeichen | ALIEN MONSTER                                                                  | Außerirdisches Monster                                                                                       |
| U+1F47F (128127) | 👿              | anderes Symbol         | anderes neutrales Zeichen | IMP                                                                            | Kobold |
| U+1F480 (128128) | 💀              | anderes Symbol         | anderes neutrales Zeichen | SKULL                                                                          | Totenkopf |
| U+1F481 (128129) | 💁              | anderes Symbol         | anderes neutrales Zeichen | INFORMATION DESK PERSON                                                        | Servicemitarbeiter                                                                                           |
| U+1F482 (128130) | 💂              | anderes Symbol         | anderes neutrales Zeichen | GUARDSMAN                                                                      | Wachmann |
| U+1F483 (128131) | 💃              | anderes Symbol         | anderes neutrales Zeichen | DANCER                                                                         | Tänzerin |
| U+1F484 (128132) | 💄              | anderes Symbol         | anderes neutrales Zeichen | LIPSTICK                                                                       | Lippenstift                                                                                                  |
| U+1F485 (128133) | 💅              | anderes Symbol         | anderes neutrales Zeichen | NAIL POLISH                                                                    | Maniküre |
| U+1F486 (128134) | 💆              | anderes Symbol         | anderes neutrales Zeichen | FACE MASSAGE                                                                   | Gesichtsmassage                                                                                              |
| U+1F487 (128135) | 💇              | anderes Symbol         | anderes neutrales Zeichen | HAIRCUT                                                                        | Haarschnitt                                                                                                  |
| U+1F488 (128136) | 💈              | anderes Symbol         | anderes neutrales Zeichen | BARBER POLE                                                                    | Friseursäule                                                                                                 |
| U+1F489 (128137) | 💉              | anderes Symbol         | anderes neutrales Zeichen | SYRINGE                                                                        | Spritze |
| U+1F48A (128138) | 💊              | anderes Symbol         | anderes neutrales Zeichen | PILL                                                                           | Pille |
| U+1F48B (128139) | 💋              | anderes Symbol         | anderes neutrales Zeichen | KISS MARK                                                                      | Knutschfleck                                                                                                 |
| U+1F48C (128140) | 💌              | anderes Symbol         | anderes neutrales Zeichen | LOVE LETTER                                                                    | Liebesbrief                                                                                                  |
| U+1F48D (128141) | 💍              | anderes Symbol         | anderes neutrales Zeichen | RING                                                                           | Ring |
| U+1F48E (128142) | 💎              | anderes Symbol         | anderes neutrales Zeichen | GEM STONE                                                                      | Juwel |
| U+1F48F (128143) | 💏              | anderes Symbol         | anderes neutrales Zeichen | KISS                                                                           | Kuss |
| U+1F490 (128144) | 💐              | anderes Symbol         | anderes neutrales Zeichen | BOUQUET                                                                        | Bouquet |
| U+1F491 (128145) | 💑              | anderes Symbol         | anderes neutrales Zeichen | COUPLE WITH HEART                                                              | Verliebtes Paar                                                                                              |
| U+1F492 (128146) | 💒              | anderes Symbol         | anderes neutrales Zeichen | WEDDING                                                                        | Hochzeit |
| U+1F493 (128147) | 💓              | anderes Symbol         | anderes neutrales Zeichen | BEATING HEART                                                                  | Klopfendes Herz                                                                                              |
| U+1F494 (128148) | 💔              | anderes Symbol         | anderes neutrales Zeichen | BROKEN HEART                                                                   | Gebrochenes Herz                                                                                             |
| U+1F495 (128149) | 💕              | anderes Symbol         | anderes neutrales Zeichen | TWO HEARTS                                                                     | Zwei Herzen                                                                                                  |
| U+1F496 (128150) | 💖              | anderes Symbol         | anderes neutrales Zeichen | SPARKLING HEART                                                                | Funkelndes Herz                                                                                              |
| U+1F497 (128151) | 💗              | anderes Symbol         | anderes neutrales Zeichen | GROWING HEART                                                                  | Wachsendes Herz                                                                                              |
| U+1F498 (128152) | 💘              | anderes Symbol         | anderes neutrales Zeichen | HEART WITH ARROW                                                               | Herz mit Pfeil                                                                                               |
| U+1F499 (128153) | 💙              | anderes Symbol         | anderes neutrales Zeichen | BLUE HEART                                                                     | Blaues Herz                                                                                                  |
| U+1F49A (128154) | 💚              | anderes Symbol         | anderes neutrales Zeichen | GREEN HEART                                                                    | Grünes Herz                                                                                                  |
| U+1F49B (128155) | 💛              | anderes Symbol         | anderes neutrales Zeichen | YELLOW HEART                                                                   | Gelbes Herz                                                                                                  |
| U+1F49C (128156) | 💜              | anderes Symbol         | anderes neutrales Zeichen | PURPLE HEART                                                                   | Purpurnes Herz                                                                                               |
| U+1F49D (128157) | 💝              | anderes Symbol         | anderes neutrales Zeichen | HEART WITH RIBBON                                                              | Herz mit Schleife                                                                                            |
| U+1F49E (128158) | 💞              | anderes Symbol         | anderes neutrales Zeichen | REVOLVING HEARTS                                                               | Kreisende Herzen                                                                                             |
| U+1F49F (128159) | 💟              | anderes Symbol         | anderes neutrales Zeichen | HEART DECORATION                                                               | Herzdekoration                                                                                               |
| U+1F4A0 (128160) | 💠              | anderes Symbol         | anderes neutrales Zeichen | DIAMOND SHAPE WITH A DOT INSIDE                                                | Raute mit Punkt                                                                                              |
| U+1F4A1 (128161) | 💡              | anderes Symbol         | anderes neutrales Zeichen | ELECTRIC LIGHT BULB                                                            | Glühbirne |
| U+1F4A2 (128162) | 💢              | anderes Symbol         | anderes neutrales Zeichen | ANGER SYMBOL                                                                   | Wutsymbol (Japan)                                                                                            |
| U+1F4A3 (128163) | 💣              | anderes Symbol         | anderes neutrales Zeichen | BOMB                                                                           | Bombe |
| U+1F4A4 (128164) | 💤              | anderes Symbol         | anderes neutrales Zeichen | SLEEPING SYMBOL                                                                | Schlafsymbol                                                                                                 |
| U+1F4A5 (128165) | 💥              | anderes Symbol         | anderes neutrales Zeichen | COLLISION SYMBOL                                                               | Kollisionssymbol                                                                                             |
| U+1F4A6 (128166) | 💦              | anderes Symbol         | anderes neutrales Zeichen | SPLASHING SWEAT SYMBOL                                                         | Schweißtropfen                                                                                               |
| U+1F4A7 (128167) | 💧              | anderes Symbol         | anderes neutrales Zeichen | DROPLET                                                                        | Tropfen |
| U+1F4A8 (128168) | 💨              | anderes Symbol         | anderes neutrales Zeichen | DASH SYMBOL                                                                    | Sprintsymbol                                                                                                 |
| U+1F4A9 (128169) | 💩              | anderes Symbol         | anderes neutrales Zeichen | PILE OF POO                                                                    | Kothaufen |
| U+1F4AA (128170) | 💪              | anderes Symbol         | anderes neutrales Zeichen | FLEXED BICEPS                                                                  | Muskeln |
| U+1F4AB (128171) | 💫              | anderes Symbol         | anderes neutrales Zeichen | DIZZY SYMBOL                                                                   | Schwindelsymbol                                                                                              |
| U+1F4AC (128172) | 💬              | anderes Symbol         | anderes neutrales Zeichen | SPEECH BALLOON                                                                 | Sprechblase                                                                                                  |
| U+1F4AD (128173) | 💭              | anderes Symbol         | anderes neutrales Zeichen | THOUGHT BALLOON                                                                | Gedankenblase                                                                                                |
| U+1F4AE (128174) | 💮              | anderes Symbol         | anderes neutrales Zeichen | WHITE FLOWER                                                                   | Weiße Blume (sehr gute Hausaufgabenbenotung, Japan)                                                          |
| U+1F4AF (128175) | 💯              | anderes Symbol         | anderes neutrales Zeichen | HUNDRED POINTS SYMBOL                                                          | Hundert Punkte                                                                                               |
| U+1F4B0 (128176) | 💰              | anderes Symbol         | anderes neutrales Zeichen | MONEY BAG                                                                      | Geldsack |
| U+1F4B1 (128177) | 💱              | anderes Symbol         | anderes neutrales Zeichen | CURRENCY EXCHANGE                                                              | Wechselstube                                                                                                 |
| U+1F4B2 (128178) | 💲              | anderes Symbol         | anderes neutrales Zeichen | HEAVY DOLLAR SIGN                                                              | Dickes Dollarzeichen                                                                                         |
| U+1F4B3 (128179) | 💳              | anderes Symbol         | anderes neutrales Zeichen | CREDIT CARD                                                                    | Kreditkarte                                                                                                  |
| U+1F4B4 (128180) | 💴              | anderes Symbol         | anderes neutrales Zeichen | BANKNOTE WITH YEN SIGN                                                         | Japanischer Yen                                                                                              |
| U+1F4B5 (128181) | 💵              | anderes Symbol         | anderes neutrales Zeichen | BANKNOTE WITH DOLLAR SIGN                                                      | US-Dollar |
| U+1F4B6 (128182) | 💶              | anderes Symbol         | anderes neutrales Zeichen | BANKNOTE WITH EURO SIGN                                                        | Euro |
| U+1F4B7 (128183) | 💷              | anderes Symbol         | anderes neutrales Zeichen | BANKNOTE WITH POUND SIGN                                                       | Britisches Pfund                                                                                             |
| U+1F4B8 (128184) | 💸              | anderes Symbol         | anderes neutrales Zeichen | MONEY WITH WINGS                                                               | Geld mit Flügeln                                                                                             |
| U+1F4B9 (128185) | 💹              | anderes Symbol         | anderes neutrales Zeichen | CHART WITH UPWARDS TREND AND YEN SIGN                                          | Diagramm mit steigendem Graph und Yenzeichen                                                                 |
| U+1F4BA (128186) | 💺              | anderes Symbol         | anderes neutrales Zeichen | SEAT                                                                           | Sitz |
| U+1F4BB (128187) | 💻              | anderes Symbol         | anderes neutrales Zeichen | PERSONAL COMPUTER                                                              | Computer |
| U+1F4BC (128188) | 💼              | anderes Symbol         | anderes neutrales Zeichen | BRIEFCASE                                                                      | Aktenkoffer                                                                                                  |
| U+1F4BD (128189) | 💽              | anderes Symbol         | anderes neutrales Zeichen | MINIDISC                                                                       | Minidisc |
| U+1F4BE (128190) | 💾              | anderes Symbol         | anderes neutrales Zeichen | FLOPPY DISK                                                                    | Diskette |
| U+1F4BF (128191) | 💿              | anderes Symbol         | anderes neutrales Zeichen | OPTICAL DISC                                                                   | CD |
| U+1F4C0 (128192) | 📀              | anderes Symbol         | anderes neutrales Zeichen | DVD                                                                            | DVD |
| U+1F4C1 (128193) | 📁              | anderes Symbol         | anderes neutrales Zeichen | FILE FOLDER                                                                    | Dateiordner                                                                                                  |
| U+1F4C2 (128194) | 📂              | anderes Symbol         | anderes neutrales Zeichen | OPEN FILE FOLDER                                                               | Geöffneter Dateiordner                                                                                       |
| U+1F4C3 (128195) | 📃              | anderes Symbol         | anderes neutrales Zeichen | PAGE WITH CURL                                                                 | Eingerollte Seite                                                                                            |
| U+1F4C4 (128196) | 📄              | anderes Symbol         | anderes neutrales Zeichen | PAGE FACING UP                                                                 | Seite (Oberseite)                                                                                            |
| U+1F4C5 (128197) | 📅              | anderes Symbol         | anderes neutrales Zeichen | CALENDAR                                                                       | Kalender |
| U+1F4C6 (128198) | 📆              | anderes Symbol         | anderes neutrales Zeichen | TEAR-OFF CALENDAR                                                              | Abreißkalender                                                                                               |
| U+1F4C7 (128199) | 📇              | anderes Symbol         | anderes neutrales Zeichen | CARD INDEX                                                                     | Karteikarte                                                                                                  |
| U+1F4C8 (128200) | 📈              | anderes Symbol         | anderes neutrales Zeichen | CHART WITH UPWARDS TREND                                                       | Aufsteigendes Diagramm                                                                                       |
| U+1F4C9 (128201) | 📉              | anderes Symbol         | anderes neutrales Zeichen | CHART WITH DOWNWARDS TREND                                                     | Absteigendes Diagramm                                                                                        |
| U+1F4CA (128202) | 📊              | anderes Symbol         | anderes neutrales Zeichen | BAR CHART                                                                      | Säulendiagramm                                                                                               |
| U+1F4CB (128203) | 📋              | anderes Symbol         | anderes neutrales Zeichen | CLIPBOARD                                                                      | Klemmbrett                                                                                                   |
| U+1F4CC (128204) | 📌              | anderes Symbol         | anderes neutrales Zeichen | PUSHPIN                                                                        | Reißzwecke                                                                                                   |
| U+1F4CD (128205) | 📍              | anderes Symbol         | anderes neutrales Zeichen | ROUND PUSHPIN                                                                  | Runde Reißzwecke                                                                                             |
| U+1F4CE (128206) | 📎              | anderes Symbol         | anderes neutrales Zeichen | PAPERCLIP                                                                      | Büroklammer                                                                                                  |
| U+1F4CF (128207) | 📏              | anderes Symbol         | anderes neutrales Zeichen | STRAIGHT RULER                                                                 | Lineal |
| U+1F4D0 (128208) | 📐              | anderes Symbol         | anderes neutrales Zeichen | TRIANGULAR RULER                                                               | Dreieckiges Lineal                                                                                           |
| U+1F4D1 (128209) | 📑              | anderes Symbol         | anderes neutrales Zeichen | BOOKMARK TABS                                                                  | Lesezeichen                                                                                                  |
| U+1F4D2 (128210) | 📒              | anderes Symbol         | anderes neutrales Zeichen | LEDGER                                                                         | Block |
| U+1F4D3 (128211) | 📓              | anderes Symbol         | anderes neutrales Zeichen | NOTEBOOK                                                                       | Notizblock                                                                                                   |
| U+1F4D4 (128212) | 📔              | anderes Symbol         | anderes neutrales Zeichen | NOTEBOOK WITH DECORATIVE COVER                                                 | Dekorierter Notizblock                                                                                       |
| U+1F4D5 (128213) | 📕              | anderes Symbol         | anderes neutrales Zeichen | CLOSED BOOK                                                                    | Geschlossenes Buch                                                                                           |
| U+1F4D6 (128214) | 📖              | anderes Symbol         | anderes neutrales Zeichen | OPEN BOOK                                                                      | Geöffnetes Buch                                                                                              |
| U+1F4D7 (128215) | 📗              | anderes Symbol         | anderes neutrales Zeichen | GREEN BOOK                                                                     | Grünes Buch                                                                                                  |
| U+1F4D8 (128216) | 📘              | anderes Symbol         | anderes neutrales Zeichen | BLUE BOOK                                                                      | Blaues Buch                                                                                                  |
| U+1F4D9 (128217) | 📙              | anderes Symbol         | anderes neutrales Zeichen | ORANGE BOOK                                                                    | Oranges Buch                                                                                                 |
| U+1F4DA (128218) | 📚              | anderes Symbol         | anderes neutrales Zeichen | BOOKS                                                                          | Bücherstapel                                                                                                 |
| U+1F4DB (128219) | 📛              | anderes Symbol         | anderes neutrales Zeichen | NAME BADGE                                                                     | Namensschild                                                                                                 |
| U+1F4DC (128220) | 📜              | anderes Symbol         | anderes neutrales Zeichen | SCROLL                                                                         | Schriftrolle                                                                                                 |
| U+1F4DD (128221) | 📝              | anderes Symbol         | anderes neutrales Zeichen | MEMO                                                                           | Memo |
| U+1F4DE (128222) | 📞              | anderes Symbol         | anderes neutrales Zeichen | TELEPHONE RECEIVER                                                             | Telefonhörer                                                                                                 |
| U+1F4DF (128223) | 📟              | anderes Symbol         | anderes neutrales Zeichen | PAGER                                                                          | Pager |
| U+1F4E0 (128224) | 📠              | anderes Symbol         | anderes neutrales Zeichen | FAX MACHINE                                                                    | Faxgerät |
| U+1F4E1 (128225) | 📡              | anderes Symbol         | anderes neutrales Zeichen | SATELLITE ANTENNA                                                              | Parabolantenne                                                                                               |
| U+1F4E2 (128226) | 📢              | anderes Symbol         | anderes neutrales Zeichen | PUBLIC ADDRESS LOUDSPEAKER                                                     | Lautsprecher                                                                                                 |
| U+1F4E3 (128227) | 📣              | anderes Symbol         | anderes neutrales Zeichen | CHEERING MEGAPHONE                                                             | Megaphon |
| U+1F4E4 (128228) | 📤              | anderes Symbol         | anderes neutrales Zeichen | OUTBOX TRAY                                                                    | Fach für ausgehende Nachrichten                                                                              |
| U+1F4E5 (128229) | 📥              | anderes Symbol         | anderes neutrales Zeichen | INBOX TRAY                                                                     | Fach für eingehende Nachrichten                                                                              |
| U+1F4E6 (128230) | 📦              | anderes Symbol         | anderes neutrales Zeichen | PACKAGE                                                                        | Paket |
| U+1F4E7 (128231) | 📧              | anderes Symbol         | anderes neutrales Zeichen | E-MAIL SYMBOL                                                                  | E-Mail-Symbol                                                                                                |
| U+1F4E8 (128232) | 📨              | anderes Symbol         | anderes neutrales Zeichen | INCOMING ENVELOPE                                                              | Eintreffender Brief                                                                                          |
| U+1F4E9 (128233) | 📩              | anderes Symbol         | anderes neutrales Zeichen | ENVELOPE WITH DOWNWARDS ARROW ABOVE                                            | Brief mit übergesetztem Pfeil nach unten                                                                     |
| U+1F4EA (128234) | 📪              | anderes Symbol         | anderes neutrales Zeichen | CLOSED MAILBOX WITH LOWERED FLAG                                               | Geschlossener Briefkasten mit gesenkter Flagge (leer)                                                        |
| U+1F4EB (128235) | 📫              | anderes Symbol         | anderes neutrales Zeichen | CLOSED MAILBOX WITH RAISED FLAG                                                | Geschlossener Briefkasten mit aufgestellter Flagge (voll)                                                    |
| U+1F4EC (128236) | 📬              | anderes Symbol         | anderes neutrales Zeichen | OPEN MAILBOX WITH RAISED FLAG                                                  | Geöffneter Briefkasten mit aufgestellter Flagge                                                              |
| U+1F4ED (128237) | 📭              | anderes Symbol         | anderes neutrales Zeichen | OPEN MAILBOX WITH LOWERED FLAG                                                 | Geöffneter Briefkasten mit gesenkter Flagge                                                                  |
| U+1F4EE (128238) | 📮              | anderes Symbol         | anderes neutrales Zeichen | POSTBOX                                                                        | Einwurfkasten                                                                                                |
| U+1F4EF (128239) | 📯              | anderes Symbol         | anderes neutrales Zeichen | POSTAL HORN                                                                    | Posthorn |
| U+1F4F0 (128240) | 📰              | anderes Symbol         | anderes neutrales Zeichen | NEWSPAPER                                                                      | Zeitung |
| U+1F4F1 (128241) | 📱              | anderes Symbol         | anderes neutrales Zeichen | MOBILE PHONE                                                                   | Mobiltelefon                                                                                                 |
| U+1F4F2 (128242) | 📲              | anderes Symbol         | anderes neutrales Zeichen | MOBILE PHONE WITH RIGHTWARDS ARROW AT LEFT                                     | Mobiltelefon mit nach rechts zeigendem Pfeil links                                                           |
| U+1F4F3 (128243) | 📳              | anderes Symbol         | anderes neutrales Zeichen | VIBRATION MODE                                                                 | Vibrationsalarm                                                                                              |
| U+1F4F4 (128244) | 📴              | anderes Symbol         | anderes neutrales Zeichen | MOBILE PHONE OFF                                                               | Ausgeschaltetes Mobiltelefon                                                                                 |
| U+1F4F5 (128245) | 📵              | anderes Symbol         | anderes neutrales Zeichen | NO MOBILE PHONES                                                               | Mobiltelefon verboten                                                                                        |
| U+1F4F6 (128246) | 📶              | anderes Symbol         | anderes neutrales Zeichen | ANTENNA WITH BARS                                                              | Antenne mit Balken (Signalstärke)                                                                            |
| U+1F4F7 (128247) | 📷              | anderes Symbol         | anderes neutrales Zeichen | CAMERA                                                                         | Fotoapparat                                                                                                  |
| U+1F4F8 (128248) | 📸              | anderes Symbol         | anderes neutrales Zeichen | CAMERA WITH FLASH                                                              | Fotoapparat mit Blitz                                                                                        |
| U+1F4F9 (128249) | 📹              | anderes Symbol         | anderes neutrales Zeichen | VIDEO CAMERA                                                                   | Videokamera                                                                                                  |
| U+1F4FA (128250) | 📺              | anderes Symbol         | anderes neutrales Zeichen | TELEVISION                                                                     | Fernseher |
| U+1F4FB (128251) | 📻              | anderes Symbol         | anderes neutrales Zeichen | RADIO                                                                          | Radio |
| U+1F4FC (128252) | 📼              | anderes Symbol         | anderes neutrales Zeichen | VIDEOCASSETTE                                                                  | Videokassette                                                                                                |
| U+1F4FD (128253) | 📽               | anderes Symbol         | anderes neutrales Zeichen | FILM PROJECTOR                                                                 | Filmprojektor                                                                                                |
| U+1F4FE (128254) | 📾               | anderes Symbol         | anderes neutrales Zeichen | PORTABLE STEREO                                                                | Ghettoblaster                                                                                                |
| U+1F4FF (128255) | 📿              | anderes Symbol         | anderes neutrales Zeichen | PRAYER BEADS                                                                   | Gebetsperlen                                                                                                 |
| U+1F500 (128256) | 🔀              | anderes Symbol         | anderes neutrales Zeichen | TWISTED RIGHTWARDS ARROWS                                                      | Verschlungene Pfeile nach rechts (zufällige Auswahl)                                                         |
| U+1F501 (128257) | 🔁              | anderes Symbol         | anderes neutrales Zeichen | CLOCKWISE RIGHTWARDS AND LEFTWARDS OPEN CIRCLE ARROWS                          | Im Uhrzeigersinn kreisende, links- und rechtsgewandte Pfeile (Wiederholung)                                  |
| U+1F502 (128258) | 🔂              | anderes Symbol         | anderes neutrales Zeichen | CLOCKWISE RIGHTWARDS AND LEFTWARDS OPEN CIRCLE ARROWS WITH CIRCLED ONE OVERLAY | Im Uhrzeigersinn kreisende, links- und rechtsgewandte Pfeile mit eingekreister Eins (einmalige Wiederholung) |
| U+1F503 (128259) | 🔃              | anderes Symbol         | anderes neutrales Zeichen | CLOCKWISE DOWNWARDS AND UPWARDS OPEN CIRCLE ARROWS                             | Im Uhrzeigersinn kreisende, hoch- und runtergewandte Pfeile (neu laden)                                      |
| U+1F504 (128260) | 🔄              | anderes Symbol         | anderes neutrales Zeichen | ANTICLOCKWISE DOWNWARDS AND UPWARDS OPEN CIRCLE ARROWS                         | Gegen den Uhrzeigersinn kreisende, hoch- und runtergewandte Pfeile (neu laden)                               |
| U+1F505 (128261) | 🔅              | anderes Symbol         | anderes neutrales Zeichen | LOW BRIGHTNESS SYMBOL                                                          | Niedrige Helligkeit                                                                                          |
| U+1F506 (128262) | 🔆              | anderes Symbol         | anderes neutrales Zeichen | HIGH BRIGHTNESS SYMBOL                                                         | Hohe Helligkeit                                                                                              |
| U+1F507 (128263) | 🔇              | anderes Symbol         | anderes neutrales Zeichen | SPEAKER WITH CANCELLATION STROKE                                               | Durchgestrichener Lautsprecher (Stummschaltung)                                                              |
| U+1F508 (128264) | 🔈              | anderes Symbol         | anderes neutrales Zeichen | SPEAKER                                                                        | Lautsprecher                                                                                                 |
| U+1F509 (128265) | 🔉              | anderes Symbol         | anderes neutrales Zeichen | SPEAKER WITH ONE SOUND WAVE                                                    | Lautsprecher mit einer Schallwelle (niedrige Lautstärke)                                                     |
| U+1F50A (128266) | 🔊              | anderes Symbol         | anderes neutrales Zeichen | SPEAKER WITH THREE SOUND WAVES                                                 | Lautsprecher mit drei Schallwellen (hohe Lautstärke)                                                         |
| U+1F50B (128267) | 🔋              | anderes Symbol         | anderes neutrales Zeichen | BATTERY                                                                        | Batterie |
| U+1F50C (128268) | 🔌              | anderes Symbol         | anderes neutrales Zeichen | ELECTRIC PLUG                                                                  | Stecker |
| U+1F50D (128269) | 🔍              | anderes Symbol         | anderes neutrales Zeichen | LEFT-POINTING MAGNIFYING GLASS                                                 | Lupe (nach links zeigend)                                                                                    |
| U+1F50E (128270) | 🔎              | anderes Symbol         | anderes neutrales Zeichen | RIGHT-POINTING MAGNIFYING GLASS                                                | Lupe (nach rechts zeigend)                                                                                   |
| U+1F50F (128271) | 🔏              | anderes Symbol         | anderes neutrales Zeichen | LOCK WITH INK PEN                                                              | Schloss mit Füllfederhalter                                                                                  |
| U+1F510 (128272) | 🔐              | anderes Symbol         | anderes neutrales Zeichen | CLOSED LOCK WITH KEY                                                           | Geschlossenes Schloss mit Schlüssel                                                                          |
| U+1F511 (128273) | 🔑              | anderes Symbol         | anderes neutrales Zeichen | KEY                                                                            | Schlüssel |
| U+1F512 (128274) | 🔒              | anderes Symbol         | anderes neutrales Zeichen | LOCK                                                                           | Hangschloss                                                                                                  |
| U+1F513 (128275) | 🔓              | anderes Symbol         | anderes neutrales Zeichen | OPEN LOCK                                                                      | Offenes Hangschloss                                                                                          |
| U+1F514 (128276) | 🔔              | anderes Symbol         | anderes neutrales Zeichen | BELL                                                                           | Glocke |
| U+1F515 (128277) | 🔕              | anderes Symbol         | anderes neutrales Zeichen | BELL WITH CANCELLATION STROKE                                                  | Durchgestrichene Glocke (Alarm ausgeschaltet)                                                                |
| U+1F516 (128278) | 🔖              | anderes Symbol         | anderes neutrales Zeichen | BOOKMARK                                                                       | Lesezeichen                                                                                                  |
| U+1F517 (128279) | 🔗              | anderes Symbol         | anderes neutrales Zeichen | LINK SYMBOL                                                                    | Linksymbol                                                                                                   |
| U+1F518 (128280) | 🔘              | anderes Symbol         | anderes neutrales Zeichen | RADIO BUTTON                                                                   | Radiobutton                                                                                                  |
| U+1F519 (128281) | 🔙              | anderes Symbol         | anderes neutrales Zeichen | BACK WITH LEFTWARDS ARROW ABOVE                                                | „Zurück“ mit übergesetztem Pfeil nach links                                                                  |
| U+1F51A (128282) | 🔚              | anderes Symbol         | anderes neutrales Zeichen | END WITH LEFTWARDS ARROW ABOVE                                                 | „Ende“ mit übergesetztem Pfeil nach links                                                                    |
| U+1F51B (128283) | 🔛              | anderes Symbol         | anderes neutrales Zeichen | ON WITH EXCLAMATION MARK WITH LEFT RIGHT ARROW ABOVE                           | „An!“ mit übergesetztem Pfeil nach links und rechts                                                          |
| U+1F51C (128284) | 🔜              | anderes Symbol         | anderes neutrales Zeichen | SOON WITH RIGHTWARDS ARROW ABOVE                                               | „Bald“ mit übergesetztem Pfeil nach rechts                                                                   |
| U+1F51D (128285) | 🔝              | anderes Symbol         | anderes neutrales Zeichen | TOP WITH UPWARDS ARROW ABOVE                                                   | „Oben“ mit übergesetztem Pfeil nach oben                                                                     |
| U+1F51E (128286) | 🔞              | anderes Symbol         | anderes neutrales Zeichen | NO ONE UNDER EIGHTEEN SYMBOL                                                   | Keine Minderjährige                                                                                          |
| U+1F51F (128287) | 🔟              | anderes Symbol         | anderes neutrales Zeichen | KEYCAP TEN                                                                     | „10“-Taste                                                                                                   |
| U+1F520 (128288) | 🔠              | anderes Symbol         | anderes neutrales Zeichen | INPUT SYMBOL FOR LATIN CAPITAL LETTERS                                         | Eingabeschema lateinische Großbuchstaben                                                                     |
| U+1F521 (128289) | 🔡              | anderes Symbol         | anderes neutrales Zeichen | INPUT SYMBOL FOR LATIN SMALL LETTERS                                           | Eingabeschema lateinische Kleinbuchstaben                                                                    |
| U+1F522 (128290) | 🔢              | anderes Symbol         | anderes neutrales Zeichen | INPUT SYMBOL FOR NUMBERS                                                       | Eingabeschema Ziffern                                                                                        |
| U+1F523 (128291) | 🔣              | anderes Symbol         | anderes neutrales Zeichen | INPUT SYMBOL FOR SYMBOLS                                                       | Eingabeschema Symbole                                                                                        |
| U+1F524 (128292) | 🔤              | anderes Symbol         | anderes neutrales Zeichen | INPUT SYMBOL FOR LATIN LETTERS                                                 | Eingabeschema lateinische Buchstaben                                                                         |
| U+1F525 (128293) | 🔥              | anderes Symbol         | anderes neutrales Zeichen | FIRE                                                                           | Feuer |
| U+1F526 (128294) | 🔦              | anderes Symbol         | anderes neutrales Zeichen | ELECTRIC TORCH                                                                 | Taschenlampe                                                                                                 |
| U+1F527 (128295) | 🔧              | anderes Symbol         | anderes neutrales Zeichen | WRENCH                                                                         | Schraubenschlüssel                                                                                           |
| U+1F528 (128296) | 🔨              | anderes Symbol         | anderes neutrales Zeichen | HAMMER                                                                         | Hammer |
| U+1F529 (128297) | 🔩              | anderes Symbol         | anderes neutrales Zeichen | NUT AND BOLT                                                                   | Mutter und Schraube                                                                                          |
| U+1F52A (128298) | 🔪              | anderes Symbol         | anderes neutrales Zeichen | HOCHO                                                                          | Hōchō |
| U+1F52B (128299) | 🔫              | anderes Symbol         | anderes neutrales Zeichen | PISTOL                                                                         | Pistole |
| U+1F52C (128300) | 🔬              | anderes Symbol         | anderes neutrales Zeichen | MICROSCOPE                                                                     | Mikroskop |
| U+1F52D (128301) | 🔭              | anderes Symbol         | anderes neutrales Zeichen | TELESCOPE                                                                      | Teleskop |
| U+1F52E (128302) | 🔮              | anderes Symbol         | anderes neutrales Zeichen | CRYSTAL BALL                                                                   | Kristallkugel                                                                                                |
| U+1F52F (128303) | 🔯              | anderes Symbol         | anderes neutrales Zeichen | SIX POINTED STAR WITH MIDDLE DOT                                               | Davidstern mit Punkt                                                                                         |
| U+1F530 (128304) | 🔰              | anderes Symbol         | anderes neutrales Zeichen | JAPANESE SYMBOL FOR BEGINNER                                                   | Anfängersymbol (Japan)                                                                                       |
| U+1F531 (128305) | 🔱              | anderes Symbol         | anderes neutrales Zeichen | TRIDENT EMBLEM                                                                 | Dreizack |
| U+1F532 (128306) | 🔲              | anderes Symbol         | anderes neutrales Zeichen | BLACK SQUARE BUTTON                                                            | Schwarze quadratische Schaltfläche                                                                           |
| U+1F533 (128307) | 🔳              | anderes Symbol         | anderes neutrales Zeichen | WHITE SQUARE BUTTON                                                            | Weiße quadratische Schaltfläche                                                                              |
| U+1F534 (128308) | 🔴              | anderes Symbol         | anderes neutrales Zeichen | LARGE RED CIRCLE                                                               | Großer roter Kreis                                                                                           |
| U+1F535 (128309) | 🔵              | anderes Symbol         | anderes neutrales Zeichen | LARGE BLUE CIRCLE                                                              | Großer blauer Kreis                                                                                          |
| U+1F536 (128310) | 🔶              | anderes Symbol         | anderes neutrales Zeichen | LARGE ORANGE DIAMOND                                                           | Großes oranges Karo                                                                                          |
| U+1F537 (128311) | 🔷              | anderes Symbol         | anderes neutrales Zeichen | LARGE BLUE DIAMOND                                                             | Großes blaues Karo                                                                                           |
| U+1F538 (128312) | 🔸              | anderes Symbol         | anderes neutrales Zeichen | SMALL ORANGE DIAMOND                                                           | Kleines oranges Karo                                                                                         |
| U+1F539 (128313) | 🔹              | anderes Symbol         | anderes neutrales Zeichen | SMALL BLUE DIAMOND                                                             | Kleines blaues Karo                                                                                          |
| U+1F53A (128314) | 🔺              | anderes Symbol         | anderes neutrales Zeichen | UP-POINTING RED TRIANGLE                                                       | Nach oben zeigendes rotes Dreieck                                                                            |
| U+1F53B (128315) | 🔻              | anderes Symbol         | anderes neutrales Zeichen | DOWN-POINTING RED TRIANGLE                                                     | Nach unten zeigendes rotes Dreieck                                                                           |
| U+1F53C (128316) | 🔼              | anderes Symbol         | anderes neutrales Zeichen | UP-POINTING SMALL RED TRIANGLE                                                 | Nach oben zeigendes kleines rotes Dreieck                                                                    |
| U+1F53D (128317) | 🔽              | anderes Symbol         | anderes neutrales Zeichen | DOWN-POINTING SMALL RED TRIANGLE                                               | Nach unten zeigendes kleines rotes Dreieck                                                                   |
| U+1F53E (128318) | 🔾               | anderes Symbol         | anderes neutrales Zeichen | LOWER RIGHT SHADOWED WHITE CIRCLE                                              | Weißer Kreis mit Schattierung unten rechts                                                                   |
| U+1F53F (128319) | 🔿               | anderes Symbol         | anderes neutrales Zeichen | UPPER RIGHT SHADOWED WHITE CIRCLE                                              | Weißer Kreis mit Schattierung oben rechts                                                                    |
| U+1F540 (128320) | 🕀               | anderes Symbol         | anderes neutrales Zeichen | CIRCLED CROSS POMMEE                                                           | Eingekreistes Apfelkreuz, Typikon-Symbol Großes Fest                                                         |
| U+1F541 (128321) | 🕁               | anderes Symbol         | anderes neutrales Zeichen | CROSS POMMEE WITH HALF-CIRCLE BELOW                                            | Apfelkreuz im Halbkreis liegend, Typikon-Symbol Vigildienst                                                  |
| U+1F542 (128322) | 🕂               | anderes Symbol         | anderes neutrales Zeichen | CROSS POMMEE                                                                   | Apfelkreuz, Typikon-Symbol Polyeleos                                                                         |
| U+1F543 (128323) | 🕃               | anderes Symbol         | anderes neutrales Zeichen | NOTCHED LEFT SEMICIRCLE WITH THREE DOTS                                        | Linker eingekerbter Halbkreis mit drei Punkten (Typikon-Symbol Niederer Rang)                                |
| U+1F544 (128324) | 🕄               | anderes Symbol         | anderes neutrales Zeichen | NOTCHED RIGHT SEMICIRCLE WITH THREE DOTS                                       | Rechter eingekerbter Halbkreis mit drei Punkten                                                              |
| U+1F545 (128325) | 🕅               | anderes Symbol         | anderes neutrales Zeichen | SYMBOL FOR MARKS CHAPTER                                                       | Typikon-Symbol schwieriger Abschnitt                                                                         |
| U+1F546 (128326) | 🕆               | anderes Symbol         | anderes neutrales Zeichen | WHITE LATIN CROSS                                                              | Weißes lateinisches Kreuz                                                                                    |
| U+1F547 (128327) | 🕇               | anderes Symbol         | anderes neutrales Zeichen | HEAVY LATIN CROSS                                                              | Fettes lateinisches Kreuz                                                                                    |
| U+1F548 (128328) | 🕈               | anderes Symbol         | anderes neutrales Zeichen | CELTIC CROSS                                                                   | Keltenkreuz                                                                                                  |
| U+1F549 (128329) | 🕉               | anderes Symbol         | anderes neutrales Zeichen | OM SYMBOL                                                                      | Om-Symbol |
| U+1F54A (128330) | 🕊               | anderes Symbol         | anderes neutrales Zeichen | DOVE OF PEACE                                                                  | Friedenstaube                                                                                                |
| U+1F54B (128331) | 🕋              | anderes Symbol         | anderes neutrales Zeichen | KAABA                                                                          | Kaaba |
| U+1F54C (128332) | 🕌              | anderes Symbol         | anderes neutrales Zeichen | MOSQUE                                                                         | Moschee |
| U+1F54D (128333) | 🕍              | anderes Symbol         | anderes neutrales Zeichen | SYNAGOGUE                                                                      | Synagoge |
| U+1F54E (128334) | 🕎              | anderes Symbol         | anderes neutrales Zeichen | MENORAH WITH NINE BRANCHES                                                     | Chanukkia |
| U+1F54F (128335) | 🕏               | anderes Symbol         | anderes neutrales Zeichen | BOWL OF HYGIEIA                                                                | Schale der Hygieia                                                                                           |
| U+1F550 (128336) | 🕐              | anderes Symbol         | anderes neutrales Zeichen | CLOCK FACE ONE OCLOCK                                                          | Ein Uhr |
| U+1F551 (128337) | 🕑              | anderes Symbol         | anderes neutrales Zeichen | CLOCK FACE TWO OCLOCK                                                          | Zwei Uhr |
| U+1F552 (128338) | 🕒              | anderes Symbol         | anderes neutrales Zeichen | CLOCK FACE THREE OCLOCK                                                        | Drei Uhr |
| U+1F553 (128339) | 🕓              | anderes Symbol         | anderes neutrales Zeichen | CLOCK FACE FOUR OCLOCK                                                         | Vier Uhr |
| U+1F554 (128340) | 🕔              | anderes Symbol         | anderes neutrales Zeichen | CLOCK FACE FIVE OCLOCK                                                         | Fünf Uhr |
| U+1F555 (128341) | 🕕              | anderes Symbol         | anderes neutrales Zeichen | CLOCK FACE SIX OCLOCK                                                          | Sechs Uhr |
| U+1F556 (128342) | 🕖              | anderes Symbol         | anderes neutrales Zeichen | CLOCK FACE SEVEN OCLOCK                                                        | Sieben Uhr                                                                                                   |
| U+1F557 (128343) | 🕗              | anderes Symbol         | anderes neutrales Zeichen | CLOCK FACE EIGHT OCLOCK                                                        | Acht Uhr |
| U+1F558 (128344) | 🕘              | anderes Symbol         | anderes neutrales Zeichen | CLOCK FACE NINE OCLOCK                                                         | Neun Uhr |
| U+1F559 (128345) | 🕙              | anderes Symbol         | anderes neutrales Zeichen | CLOCK FACE TEN OCLOCK                                                          | Zehn Uhr |
| U+1F55A (128346) | 🕚              | anderes Symbol         | anderes neutrales Zeichen | CLOCK FACE ELEVEN OCLOCK                                                       | Elf Uhr |
| U+1F55B (128347) | 🕛              | anderes Symbol         | anderes neutrales Zeichen | CLOCK FACE TWELVE OCLOCK                                                       | Zwölf Uhr |
| U+1F55C (128348) | 🕜              | anderes Symbol         | anderes neutrales Zeichen | CLOCK FACE ONE-THIRTY                                                          | 1:30 Uhr |
| U+1F55D (128349) | 🕝              | anderes Symbol         | anderes neutrales Zeichen | CLOCK FACE TWO-THIRTY                                                          | 2:30 Uhr |
| U+1F55E (128350) | 🕞              | anderes Symbol         | anderes neutrales Zeichen | CLOCK FACE THREE-THIRTY                                                        | 3:30 Uhr |
| U+1F55F (128351) | 🕟              | anderes Symbol         | anderes neutrales Zeichen | CLOCK FACE FOUR-THIRTY                                                         | 4:30 Uhr |
| U+1F560 (128352) | 🕠              | anderes Symbol         | anderes neutrales Zeichen | CLOCK FACE FIVE-THIRTY                                                         | 5:30 Uhr |
| U+1F561 (128353) | 🕡              | anderes Symbol         | anderes neutrales Zeichen | CLOCK FACE SIX-THIRTY                                                          | 6:30 Uhr |
| U+1F562 (128354) | 🕢              | anderes Symbol         | anderes neutrales Zeichen | CLOCK FACE SEVEN-THIRTY                                                        | 7:30 Uhr |
| U+1F563 (128355) | 🕣              | anderes Symbol         | anderes neutrales Zeichen | CLOCK FACE EIGHT-THIRTY                                                        | 8:30 Uhr |
| U+1F564 (128356) | 🕤              | anderes Symbol         | anderes neutrales Zeichen | CLOCK FACE NINE-THIRTY                                                         | 9:30 Uhr |
| U+1F565 (128357) | 🕥              | anderes Symbol         | anderes neutrales Zeichen | CLOCK FACE TEN-THIRTY                                                          | 10:30 Uhr |
| U+1F566 (128358) | 🕦              | anderes Symbol         | anderes neutrales Zeichen | CLOCK FACE ELEVEN-THIRTY                                                       | 11:30 Uhr |
| U+1F567 (128359) | 🕧              | anderes Symbol         | anderes neutrales Zeichen | CLOCK FACE TWELVE-THIRTY                                                       | 12:30 Uhr |
| U+1F568 (128360) | 🕨               | anderes Symbol         | anderes neutrales Zeichen | RIGHT SPEAKER                                                                  | Rechter Lautsprecher                                                                                         |
| U+1F569 (128361) | 🕩               | anderes Symbol         | anderes neutrales Zeichen | RIGHT SPEAKER WITH ONE SOUND WAVE                                              | Rechter Lautsprecher mit einer Schallwelle                                                                   |
| U+1F56A (128362) | 🕪               | anderes Symbol         | anderes neutrales Zeichen | RIGHT SPEAKER WITH THREE SOUND WAVES                                           | Rechter Lautsprecher mit drei Schallwellen                                                                   |
| U+1F56B (128363) | 🕫               | anderes Symbol         | anderes neutrales Zeichen | BULLHORN                                                                       | Megaphon |
| U+1F56C (128364) | 🕬               | anderes Symbol         | anderes neutrales Zeichen | BULLHORN WITH SOUND WAVES                                                      | Megaphon mit Schallwellen                                                                                    |
| U+1F56D (128365) | 🕭               | anderes Symbol         | anderes neutrales Zeichen | RINGING BELL                                                                   | Läutende Glocke                                                                                              |
| U+1F56E (128366) | 🕮               | anderes Symbol         | anderes neutrales Zeichen | BOOK                                                                           | Buch |
| U+1F56F (128367) | 🕯               | anderes Symbol         | anderes neutrales Zeichen | CANDLE                                                                         | Kerze |
| U+1F570 (128368) | 🕰               | anderes Symbol         | anderes neutrales Zeichen | MANTELPIECE CLOCK                                                              | Kaminuhr |
| U+1F571 (128369) | 🕱               | anderes Symbol         | anderes neutrales Zeichen | BLACK SKULL AND CROSSBONES                                                     | Schwarzer Schädel mit gekreuzten Knochen                                                                     |
| U+1F572 (128370) | 🕲               | anderes Symbol         | anderes neutrales Zeichen | NO PIRACY                                                                      | Keine Piraterie                                                                                              |
| U+1F573 (128371) | 🕳               | anderes Symbol         | anderes neutrales Zeichen | HOLE                                                                           | Loch |
| U+1F574 (128372) | 🕴               | anderes Symbol         | anderes neutrales Zeichen | MAN IN BUSINESS SUIT LEVITATING                                                | Schwebender Mann im Anzug                                                                                    |
| U+1F575 (128373) | 🕵               | anderes Symbol         | anderes neutrales Zeichen | SLEUTH OR SPY                                                                  | Detektiv oder Spion                                                                                          |
| U+1F576 (128374) | 🕶               | anderes Symbol         | anderes neutrales Zeichen | DARK SUNGLASSES                                                                | Dunkle Sonnenbrille                                                                                          |
| U+1F577 (128375) | 🕷               | anderes Symbol         | anderes neutrales Zeichen | SPIDER                                                                         | Spinne |
| U+1F578 (128376) | 🕸               | anderes Symbol         | anderes neutrales Zeichen | SPIDER WEB                                                                     | Spinnennetz                                                                                                  |
| U+1F579 (128377) | 🕹               | anderes Symbol         | anderes neutrales Zeichen | JOYSTICK                                                                       | Joystick |
| U+1F57A (128378) | 🕺              | anderes Symbol         | anderes neutrales Zeichen | MAN DANCING                                                                    | Tanzender Mann                                                                                               |
| U+1F57B (128379) | 🕻               | anderes Symbol         | anderes neutrales Zeichen | LEFT HAND TELEPHONE RECEIVER                                                   | Telefonhörer links                                                                                           |
| U+1F57C (128380) | 🕼               | anderes Symbol         | anderes neutrales Zeichen | TELEPHONE RECEIVER WITH PAGE                                                   | Telefonhörer links mit Seite                                                                                 |
| U+1F57D (128381) | 🕽               | anderes Symbol         | anderes neutrales Zeichen | RIGHT HAND TELEPHONE RECEIVER                                                  | Telefonhörer rechts                                                                                          |
| U+1F57E (128382) | 🕾               | anderes Symbol         | anderes neutrales Zeichen | WHITE TOUCHTONE TELEPHONE                                                      | Weißes Tastentelefon                                                                                         |
| U+1F57F (128383) | 🕿               | anderes Symbol         | anderes neutrales Zeichen | BLACK TOUCHTONE TELEPHONE                                                      | Schwarzes Tastentelefon                                                                                      |
| U+1F580 (128384) | 🖀               | anderes Symbol         | anderes neutrales Zeichen | TELEPHONE ON TOP OF MODEM                                                      | Telefon auf Modem                                                                                            |
| U+1F581 (128385) | 🖁               | anderes Symbol         | anderes neutrales Zeichen | CLAMSHELL MOBILE PHONE                                                         | Klapphandy                                                                                                   |
| U+1F582 (128386) | 🖂               | anderes Symbol         | anderes neutrales Zeichen | BACK OF ENVELOPE                                                               | Briefumschlag (Rückseite)                                                                                    |
| U+1F583 (128387) | 🖃               | anderes Symbol         | anderes neutrales Zeichen | STAMPED ENVELOPE                                                               | Frankierter Briefumschlag                                                                                    |
| U+1F584 (128388) | 🖄               | anderes Symbol         | anderes neutrales Zeichen | ENVELOPE WITH LIGHTNING                                                        | Briefumschlag mit Blitz                                                                                      |
| U+1F585 (128389) | 🖅               | anderes Symbol         | anderes neutrales Zeichen | FLYING ENVELOPE                                                                | Fliegender Briefumschlag                                                                                     |
| U+1F586 (128390) | 🖆               | anderes Symbol         | anderes neutrales Zeichen | PEN OVER STAMPED ENVELOPE                                                      | Stift über frankiertem Briefumschlag                                                                         |
| U+1F587 (128391) | 🖇               | anderes Symbol         | anderes neutrales Zeichen | LINKED PAPERCLIPS                                                              | Verbundene Büroklammern                                                                                      |
| U+1F588 (128392) | 🖈               | anderes Symbol         | anderes neutrales Zeichen | BLACK PUSHPIN                                                                  | Schwarze Reißzwecke                                                                                          |
| U+1F589 (128393) | 🖉               | anderes Symbol         | anderes neutrales Zeichen | LOWER LEFT PENCIL                                                              | Schreibstift nach links unten                                                                                |
| U+1F58A (128394) | 🖊               | anderes Symbol         | anderes neutrales Zeichen | LOWER LEFT BALLPOINT PEN                                                       | Kugelschreiber nach links unten                                                                              |
| U+1F58B (128395) | 🖋               | anderes Symbol         | anderes neutrales Zeichen | LOWER LEFT FOUNTAIN PEN                                                        | Füller nach links unten                                                                                      |
| U+1F58C (128396) | 🖌               | anderes Symbol         | anderes neutrales Zeichen | LOWER LEFT PAINTBRUSH                                                          | Pinsel nach links unten                                                                                      |
| U+1F58D (128397) | 🖍               | anderes Symbol         | anderes neutrales Zeichen | LOWER LEFT CRAYON                                                              | Wachsstift nach links unten                                                                                  |
| U+1F58E (128398) | 🖎               | anderes Symbol         | anderes neutrales Zeichen | LEFT WRITING HAND                                                              | Linke schreibende Hand                                                                                       |
| U+1F58F (128399) | 🖏               | anderes Symbol         | anderes neutrales Zeichen | TURNED OK HAND SIGN                                                            | Gedrehtes Ok-Handzeichen                                                                                     |
| U+1F590 (128400) | 🖐               | anderes Symbol         | anderes neutrales Zeichen | RAISED HAND WITH FINGERS SPLAYED                                               | Erhobene Hand mit gespreizten Fingern                                                                        |
| U+1F591 (128401) | 🖑               | anderes Symbol         | anderes neutrales Zeichen | REVERSED RAISED HAND WITH FINGERS SPLAYED                                      | Umgedrehte, erhobene Hand mit gespreizten Fingern                                                            |
| U+1F592 (128402) | 🖒               | anderes Symbol         | anderes neutrales Zeichen | REVERSED THUMBS UP SIGN                                                        | Umgedrehtes Daumen-hoch-Zeichen                                                                              |
| U+1F593 (128403) | 🖓               | anderes Symbol         | anderes neutrales Zeichen | REVERSED THUMBS DOWN SIGN                                                      | Umgedrehtes Daumen-runter-Zeichen                                                                            |
| U+1F594 (128404) | 🖔               | anderes Symbol         | anderes neutrales Zeichen | REVERSED VICTORY HAND                                                          | Umgedrehtes Victory-Zeichen                                                                                  |
| U+1F595 (128405) | 🖕              | anderes Symbol         | anderes neutrales Zeichen | REVERSED HAND WITH MIDDLE FINGER EXTENDED                                      | Umgedrehte Hand mit ausgestrecktem Mittelfinger                                                              |
| U+1F596 (128406) | 🖖              | anderes Symbol         | anderes neutrales Zeichen | RAISED HAND WITH PART BETWEEN MIDDLE AND RING FINGERS                          | Erhobene Hand mit Lücke zwischen Mittel- und Ringfinger                                                      |
| U+1F597 (128407) | 🖗               | anderes Symbol         | anderes neutrales Zeichen | WHITE DOWN POINTING LEFT HAND INDEX                                            | Weißer Zeigefinger nach unten (Linkshänder)                                                                  |
| U+1F598 (128408) | 🖘               | anderes Symbol         | anderes neutrales Zeichen | SIDEWAYS WHITE LEFT POINTING INDEX                                             | Weißer Zeigefinger nach links von der Seite                                                                  |
| U+1F599 (128409) | 🖙               | anderes Symbol         | anderes neutrales Zeichen | SIDEWAYS WHITE RIGHT POINTING INDEX                                            | Weißer Zeigefinger nach rechts von der Seite                                                                 |
| U+1F59A (128410) | 🖚               | anderes Symbol         | anderes neutrales Zeichen | SIDEWAYS BLACK LEFT POINTING INDEX                                             | Schwarzer Zeigefinger nach links von der Seite                                                               |
| U+1F59B (128411) | 🖛               | anderes Symbol         | anderes neutrales Zeichen | SIDEWAYS BLACK RIGHT POINTING INDEX                                            | Schwarzer Zeigefinger nach rechts von der Seite                                                              |
| U+1F59C (128412) | 🖜               | anderes Symbol         | anderes neutrales Zeichen | BLACK LEFT POINTING BACKHAND INDEX                                             | Schwarzer Zeigefinger nach links von oben                                                                    |
| U+1F59D (128413) | 🖝               | anderes Symbol         | anderes neutrales Zeichen | BLACK RIGHT POINTING BACKHAND INDEX                                            | Schwarzer Zeigefinger nach rechts von oben                                                                   |
| U+1F59E (128414) | 🖞               | anderes Symbol         | anderes neutrales Zeichen | SIDEWAYS WHITE UP POINTING INDEX                                               | Weißer Zeigefinger nach oben von der Seite                                                                   |
| U+1F59F (128415) | 🖟               | anderes Symbol         | anderes neutrales Zeichen | SIDEWAYS WHITE DOWN POINTING INDEX                                             | Weißer Zeigefinger nach unten von der Seite                                                                  |
| U+1F5A0 (128416) | 🖠               | anderes Symbol         | anderes neutrales Zeichen | SIDEWAYS BLACK UP POINTING INDEX                                               | Schwarzer Zeigefinger nach oben von der Seite                                                                |
| U+1F5A1 (128417) | 🖡               | anderes Symbol         | anderes neutrales Zeichen | SIDEWAYS BLACK DOWN POINTING INDEX                                             | Schwarzer Zeigefinger nach unten von der Seite                                                               |
| U+1F5A2 (128418) | 🖢               | anderes Symbol         | anderes neutrales Zeichen | BLACK UP POINTING BACKHAND INDEX                                               | Schwarzer Zeigefinger nach oben von oben                                                                     |
| U+1F5A3 (128419) | 🖣               | anderes Symbol         | anderes neutrales Zeichen | BLACK DOWN POINTING BACKHAND INDEX                                             | Schwarzer Zeigefinger nach unten von oben                                                                    |
| U+1F5A4 (128420) | 🖤              | anderes Symbol         | anderes neutrales Zeichen | BLACK HEART                                                                    | Schwarzes Herz                                                                                               |
| U+1F5A5 (128421) | 🖥               | anderes Symbol         | anderes neutrales Zeichen | DESKTOP COMPUTER                                                               | Desktop-Computer                                                                                             |
| U+1F5A6 (128422) | 🖦               | anderes Symbol         | anderes neutrales Zeichen | KEYBOARD AND MOUSE                                                             | Tastatur und Maus                                                                                            |
| U+1F5A7 (128423) | 🖧               | anderes Symbol         | anderes neutrales Zeichen | THREE NETWORKED COMPUTERS                                                      | Drei verbundene Computer (Netzwerk)                                                                          |
| U+1F5A8 (128424) | 🖨               | anderes Symbol         | anderes neutrales Zeichen | PRINTER                                                                        | Drucker |
| U+1F5A9 (128425) | 🖩               | anderes Symbol         | anderes neutrales Zeichen | POCKET CALCULATOR                                                              | Taschenrechner                                                                                               |
| U+1F5AA (128426) | 🖪               | anderes Symbol         | anderes neutrales Zeichen | BLACK HARD SHELL FLOPPY DISK                                                   | Schwarze 3,5″-Diskette                                                                                       |
| U+1F5AB (128427) | 🖫               | anderes Symbol         | anderes neutrales Zeichen | WHITE HARD SHELL FLOPPY DISK                                                   | Weiße 3,5″-Diskette                                                                                          |
| U+1F5AC (128428) | 🖬               | anderes Symbol         | anderes neutrales Zeichen | SOFT SHELL FLOPPY DISK                                                         | 5,25″-Diskette                                                                                               |
| U+1F5AD (128429) | 🖭               | anderes Symbol         | anderes neutrales Zeichen | TAPE CARTRIDGE                                                                 | Bandcartridge                                                                                                |
| U+1F5AE (128430) | 🖮               | anderes Symbol         | anderes neutrales Zeichen | WIRED KEYBOARD                                                                 | Verkabelte Tastatur                                                                                          |
| U+1F5AF (128431) | 🖯               | anderes Symbol         | anderes neutrales Zeichen | ONE BUTTON MOUSE                                                               | Ein-Tasten-Maus                                                                                              |
| U+1F5B0 (128432) | 🖰               | anderes Symbol         | anderes neutrales Zeichen | TWO BUTTON MOUSE                                                               | Zwei-Tasten-Maus                                                                                             |
| U+1F5B1 (128433) | 🖱               | anderes Symbol         | anderes neutrales Zeichen | THREE BUTTON MOUSE                                                             | Drei-Tasten-Maus                                                                                             |
| U+1F5B2 (128434) | 🖲               | anderes Symbol         | anderes neutrales Zeichen | TRACKBALL                                                                      | Trackball |
| U+1F5B3 (128435) | 🖳               | anderes Symbol         | anderes neutrales Zeichen | OLD PERSONAL COMPUTER                                                          | Alter Computer                                                                                               |
| U+1F5B4 (128436) | 🖴               | anderes Symbol         | anderes neutrales Zeichen | HARD DISK                                                                      | Festplatte                                                                                                   |
| U+1F5B5 (128437) | 🖵               | anderes Symbol         | anderes neutrales Zeichen | SCREEN                                                                         | Bildschirm                                                                                                   |
| U+1F5B6 (128438) | 🖶               | anderes Symbol         | anderes neutrales Zeichen | PRINTER ICON                                                                   | Druckersymbol                                                                                                |
| U+1F5B7 (128439) | 🖷               | anderes Symbol         | anderes neutrales Zeichen | FAX ICON                                                                       | Faxsymbol |
| U+1F5B8 (128440) | 🖸               | anderes Symbol         | anderes neutrales Zeichen | OPTICAL DISC ICON                                                              | CD-Symbol |
| U+1F5B9 (128441) | 🖹               | anderes Symbol         | anderes neutrales Zeichen | DOCUMENT WITH TEXT                                                             | Dokument mit Text                                                                                            |
| U+1F5BA (128442) | 🖺               | anderes Symbol         | anderes neutrales Zeichen | DOCUMENT WITH TEXT AND PICTURE                                                 | Dokument mit Text und Bild                                                                                   |
| U+1F5BB (128443) | 🖻               | anderes Symbol         | anderes neutrales Zeichen | DOCUMENT WITH PICTURE                                                          | Dokument mit Bild                                                                                            |
| U+1F5BC (128444) | 🖼               | anderes Symbol         | anderes neutrales Zeichen | FRAME WITH PICTURE                                                             | Rahmen mit Bild                                                                                              |
| U+1F5BD (128445) | 🖽               | anderes Symbol         | anderes neutrales Zeichen | FRAME WITH TILES                                                               | Rahmen mit Kacheln                                                                                           |
| U+1F5BE (128446) | 🖾               | anderes Symbol         | anderes neutrales Zeichen | FRAME WITH AN X                                                                | Rahmen mit X                                                                                                 |
| U+1F5BF (128447) | 🖿               | anderes Symbol         | anderes neutrales Zeichen | BLACK FOLDER                                                                   | Schwarzer Ordner                                                                                             |
| U+1F5C0 (128448) | 🗀               | anderes Symbol         | anderes neutrales Zeichen | FOLDER                                                                         | Ordner |
| U+1F5C1 (128449) | 🗁               | anderes Symbol         | anderes neutrales Zeichen | OPEN FOLDER                                                                    | Geöffneter Ordner                                                                                            |
| U+1F5C2 (128450) | 🗂               | anderes Symbol         | anderes neutrales Zeichen | CARD INDEX DIVIDERS                                                            | Karteien |
| U+1F5C3 (128451) | 🗃               | anderes Symbol         | anderes neutrales Zeichen | CARD FILE BOX                                                                  | Karteikasten                                                                                                 |
| U+1F5C4 (128452) | 🗄               | anderes Symbol         | anderes neutrales Zeichen | FILE CABINET                                                                   | Karteischrank                                                                                                |
| U+1F5C5 (128453) | 🗅               | anderes Symbol         | anderes neutrales Zeichen | EMPTY NOTE                                                                     | Leerer Notizzettel                                                                                           |
| U+1F5C6 (128454) | 🗆               | anderes Symbol         | anderes neutrales Zeichen | EMPTY NOTE PAGE                                                                | Leere Notizseite                                                                                             |
| U+1F5C7 (128455) | 🗇               | anderes Symbol         | anderes neutrales Zeichen | EMPTY NOTE PAD                                                                 | Leeres Notizbuch                                                                                             |
| U+1F5C8 (128456) | 🗈               | anderes Symbol         | anderes neutrales Zeichen | NOTE                                                                           | Notizzettel                                                                                                  |
| U+1F5C9 (128457) | 🗉               | anderes Symbol         | anderes neutrales Zeichen | NOTE PAGE                                                                      | Notizseite                                                                                                   |
| U+1F5CA (128458) | 🗊               | anderes Symbol         | anderes neutrales Zeichen | NOTE PAD                                                                       | Notizbuch |
| U+1F5CB (128459) | 🗋               | anderes Symbol         | anderes neutrales Zeichen | EMPTY DOCUMENT                                                                 | Leeres Dokument                                                                                              |
| U+1F5CC (128460) | 🗌               | anderes Symbol         | anderes neutrales Zeichen | EMPTY PAGE                                                                     | Leere Seite                                                                                                  |
| U+1F5CD (128461) | 🗍               | anderes Symbol         | anderes neutrales Zeichen | EMPTY PAGES                                                                    | Leere Seiten                                                                                                 |
| U+1F5CE (128462) | 🗎               | anderes Symbol         | anderes neutrales Zeichen | DOCUMENT                                                                       | Dokument |
| U+1F5CF (128463) | 🗏               | anderes Symbol         | anderes neutrales Zeichen | PAGE                                                                           | Seite |
| U+1F5D0 (128464) | 🗐               | anderes Symbol         | anderes neutrales Zeichen | PAGES                                                                          | Seiten |
| U+1F5D1 (128465) | 🗑               | anderes Symbol         | anderes neutrales Zeichen | WASTEBASKET                                                                    | Abfalleimer                                                                                                  |
| U+1F5D2 (128466) | 🗒               | anderes Symbol         | anderes neutrales Zeichen | SPIRAL NOTE PAD                                                                | Spiralnotizblock                                                                                             |
| U+1F5D3 (128467) | 🗓               | anderes Symbol         | anderes neutrales Zeichen | SPIRAL CALENDAR PAD                                                            | Spiralkalenderblatt                                                                                          |
| U+1F5D4 (128468) | 🗔               | anderes Symbol         | anderes neutrales Zeichen | DESKTOP WINDOW                                                                 | Desktopfenster                                                                                               |
| U+1F5D5 (128469) | 🗕               | anderes Symbol         | anderes neutrales Zeichen | MINIMIZE                                                                       | Minimieren                                                                                                   |
| U+1F5D6 (128470) | 🗖               | anderes Symbol         | anderes neutrales Zeichen | MAXIMIZE                                                                       | Maximieren                                                                                                   |
| U+1F5D7 (128471) | 🗗               | anderes Symbol         | anderes neutrales Zeichen | OVERLAP                                                                        | Wiederherstellen                                                                                             |
| U+1F5D8 (128472) | 🗘               | anderes Symbol         | anderes neutrales Zeichen | CLOCKWISE RIGHT AND LEFT SEMICIRCLE ARROWS                                     | Im Uhrzeigersinn kreisende, links- und rechtsgewandte, halbkreisförmige Pfeile (neu laden)                   |
| U+1F5D9 (128473) | 🗙               | anderes Symbol         | anderes neutrales Zeichen | CANCELLATION X                                                                 | Abbrechen |
| U+1F5DA (128474) | 🗚               | anderes Symbol         | anderes neutrales Zeichen | INCREASE FONT SIZE SYMBOL                                                      | Schrift vergrößern                                                                                           |
| U+1F5DB (128475) | 🗛               | anderes Symbol         | anderes neutrales Zeichen | DECREASE FONT SIZE SYMBOL                                                      | Schrift verkleinern                                                                                          |
| U+1F5DC (128476) | 🗜               | anderes Symbol         | anderes neutrales Zeichen | COMPRESSION                                                                    | Komprimierung                                                                                                |
| U+1F5DD (128477) | 🗝               | anderes Symbol         | anderes neutrales Zeichen | OLD KEY                                                                        | Alter Schlüssel                                                                                              |
| U+1F5DE (128478) | 🗞               | anderes Symbol         | anderes neutrales Zeichen | ROLLED-UP NEWSPAPER                                                            | Eingerollte Zeitung                                                                                          |
| U+1F5DF (128479) | 🗟               | anderes Symbol         | anderes neutrales Zeichen | PAGE WITH CIRCLED TEXT                                                         | Seite mit eingekreistem Text                                                                                 |
| U+1F5E0 (128480) | 🗠               | anderes Symbol         | anderes neutrales Zeichen | STOCK CHART                                                                    | Aktienkurs                                                                                                   |
| U+1F5E1 (128481) | 🗡               | anderes Symbol         | anderes neutrales Zeichen | DAGGER KNIFE                                                                   | Dolch |
| U+1F5E2 (128482) | 🗢               | anderes Symbol         | anderes neutrales Zeichen | LIPS                                                                           | Lippen |
| U+1F5E3 (128483) | 🗣               | anderes Symbol         | anderes neutrales Zeichen | SPEAKING HEAD IN SILHOUETTE                                                    | Sprechende Kopfsilhouette                                                                                    |
| U+1F5E4 (128484) | 🗤               | anderes Symbol         | anderes neutrales Zeichen | THREE RAYS ABOVE                                                               | Drei Strahlen oben                                                                                           |
| U+1F5E5 (128485) | 🗥               | anderes Symbol         | anderes neutrales Zeichen | THREE RAYS BELOW                                                               | Drei Strahlen unten                                                                                          |
| U+1F5E6 (128486) | 🗦               | anderes Symbol         | anderes neutrales Zeichen | THREE RAYS LEFT                                                                | Drei Strahlen links                                                                                          |
| U+1F5E7 (128487) | 🗧               | anderes Symbol         | anderes neutrales Zeichen | THREE RAYS RIGHT                                                               | Drei Strahlen rechts                                                                                         |
| U+1F5E8 (128488) | 🗨               | anderes Symbol         | anderes neutrales Zeichen | LEFT SPEECH BUBBLE                                                             | Sprechblase links                                                                                            |
| U+1F5E9 (128489) | 🗩               | anderes Symbol         | anderes neutrales Zeichen | RIGHT SPEECH BUBBLE                                                            | Sprechblase rechts                                                                                           |
| U+1F5EA (128490) | 🗪               | anderes Symbol         | anderes neutrales Zeichen | TWO SPEECH BUBBLES                                                             | Zwei Sprechblasen                                                                                            |
| U+1F5EB (128491) | 🗫               | anderes Symbol         | anderes neutrales Zeichen | THREE SPEECH BUBBLES                                                           | Drei Sprechblasen                                                                                            |
| U+1F5EC (128492) | 🗬               | anderes Symbol         | anderes neutrales Zeichen | LEFT THOUGHT BUBBLE                                                            | Denkblase links                                                                                              |
| U+1F5ED (128493) | 🗭               | anderes Symbol         | anderes neutrales Zeichen | RIGHT THOUGHT BUBBLE                                                           | Denkblase rechts                                                                                             |
| U+1F5EE (128494) | 🗮               | anderes Symbol         | anderes neutrales Zeichen | LEFT ANGER BUBBLE                                                              | Wutblase links                                                                                               |
| U+1F5EF (128495) | 🗯               | anderes Symbol         | anderes neutrales Zeichen | RIGHT ANGER BUBBLE                                                             | Wutblase rechts                                                                                              |
| U+1F5F0 (128496) | 🗰               | anderes Symbol         | anderes neutrales Zeichen | MOOD BUBBLE                                                                    | Stimmungsblase                                                                                               |
| U+1F5F1 (128497) | 🗱               | anderes Symbol         | anderes neutrales Zeichen | LIGHTNING MOOD BUBBLE                                                          | Stimmungsblase mit Blitz                                                                                     |
| U+1F5F2 (128498) | 🗲               | anderes Symbol         | anderes neutrales Zeichen | LIGHTNING MOOD                                                                 | Blitz |
| U+1F5F3 (128499) | 🗳               | anderes Symbol         | anderes neutrales Zeichen | BALLOT BOX WITH BALLOT                                                         | Wahlurne mit Stimmzettel                                                                                     |
| U+1F5F4 (128500) | 🗴               | anderes Symbol         | anderes neutrales Zeichen | BALLOT SCRIPT X                                                                | Schreibschrift-Kreuzchen                                                                                     |
| U+1F5F5 (128501) | 🗵               | anderes Symbol         | anderes neutrales Zeichen | BALLOT BOX WITH SCRIPT X                                                       | In Schreibschrift angekreuztes Kästchen                                                                      |
| U+1F5F6 (128502) | 🗶               | anderes Symbol         | anderes neutrales Zeichen | BALLOT BOLD SCRIPT X                                                           | Fettes Schreibschrift-Kreuzchen                                                                              |
| U+1F5F7 (128503) | 🗷               | anderes Symbol         | anderes neutrales Zeichen | BALLOT BOX WITH BOLD SCRIPT X                                                  | In fetter Schreibschrift angekreuztes Kästchen                                                               |
| U+1F5F8 (128504) | 🗸               | anderes Symbol         | anderes neutrales Zeichen | LIGHT CHECK MARK                                                               | Dünnes Häkchen                                                                                               |
| U+1F5F9 (128505) | 🗹               | anderes Symbol         | anderes neutrales Zeichen | BALLOT BOX WITH BOLD CHECK                                                     | Fett abgehaktes Kästchen                                                                                     |
| U+1F5FA (128506) | 🗺               | anderes Symbol         | anderes neutrales Zeichen | WORLD MAP                                                                      | Weltkarte |
| U+1F5FB (128507) | 🗻              | anderes Symbol         | anderes neutrales Zeichen | MOUNT FUJI                                                                     | Fuji |
| U+1F5FC (128508) | 🗼              | anderes Symbol         | anderes neutrales Zeichen | TOKYO TOWER                                                                    | Tokyo Tower                                                                                                  |
| U+1F5FD (128509) | 🗽              | anderes Symbol         | anderes neutrales Zeichen | STATUE OF LIBERTY                                                              | Freiheitsstatue                                                                                              |
| U+1F5FE (128510) | 🗾              | anderes Symbol         | anderes neutrales Zeichen | SILHOUETTE OF JAPAN                                                            | Karte Japans                                                                                                 |
| U+1F5FF (128511) | 🗿              | anderes Symbol         | anderes neutrales Zeichen | MOYAI                                                                          | Moyai-Statue                                                                                                 |